# Lista dos fabricantes de automóveis extintos dos Estados Unidos
Esta é uma lista de marcas de automóveis produzidos nos Estados Unidos. Os mesmos não são mais fabricados por diversas razões, tais como falência da companhia, fusões com outros fabricantes, ou simplesmente por terem-se tornado obsoletos.

## A
- ABC (1906–1910)
- ABC (1922)

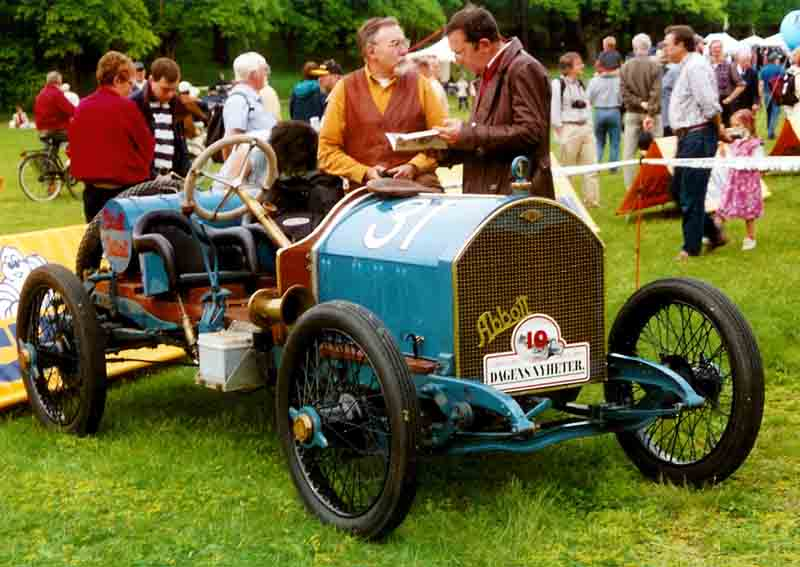
1911 Abbott-Detroit

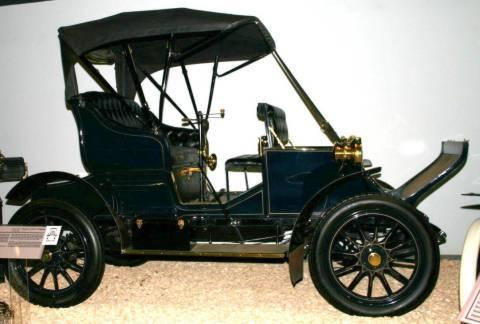
1906 Adams-Farwell

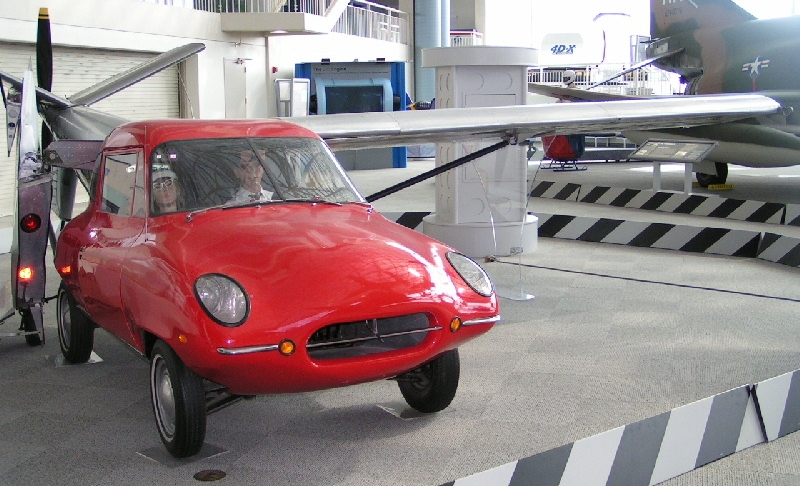
Taylor Aerocar III on museum display

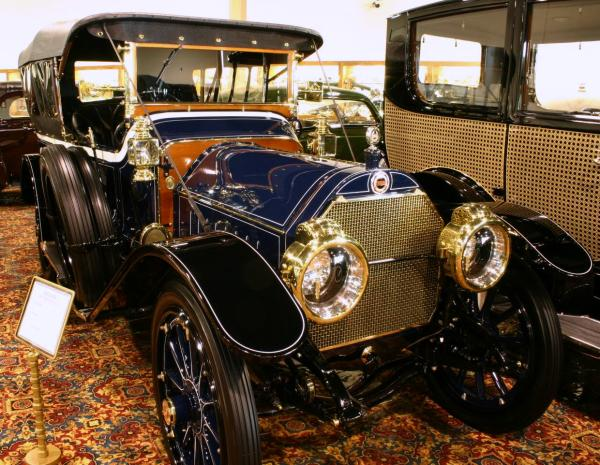
1912 ALCO

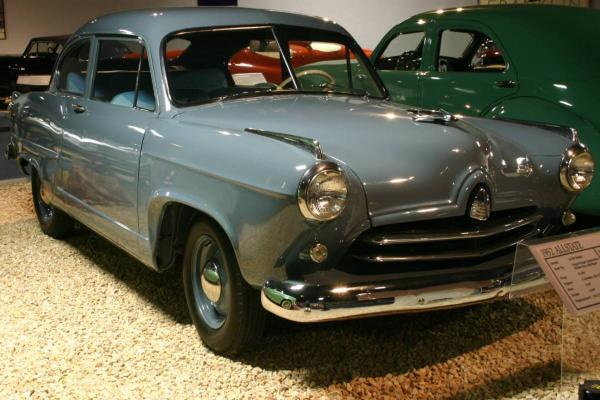
1952 Allstate

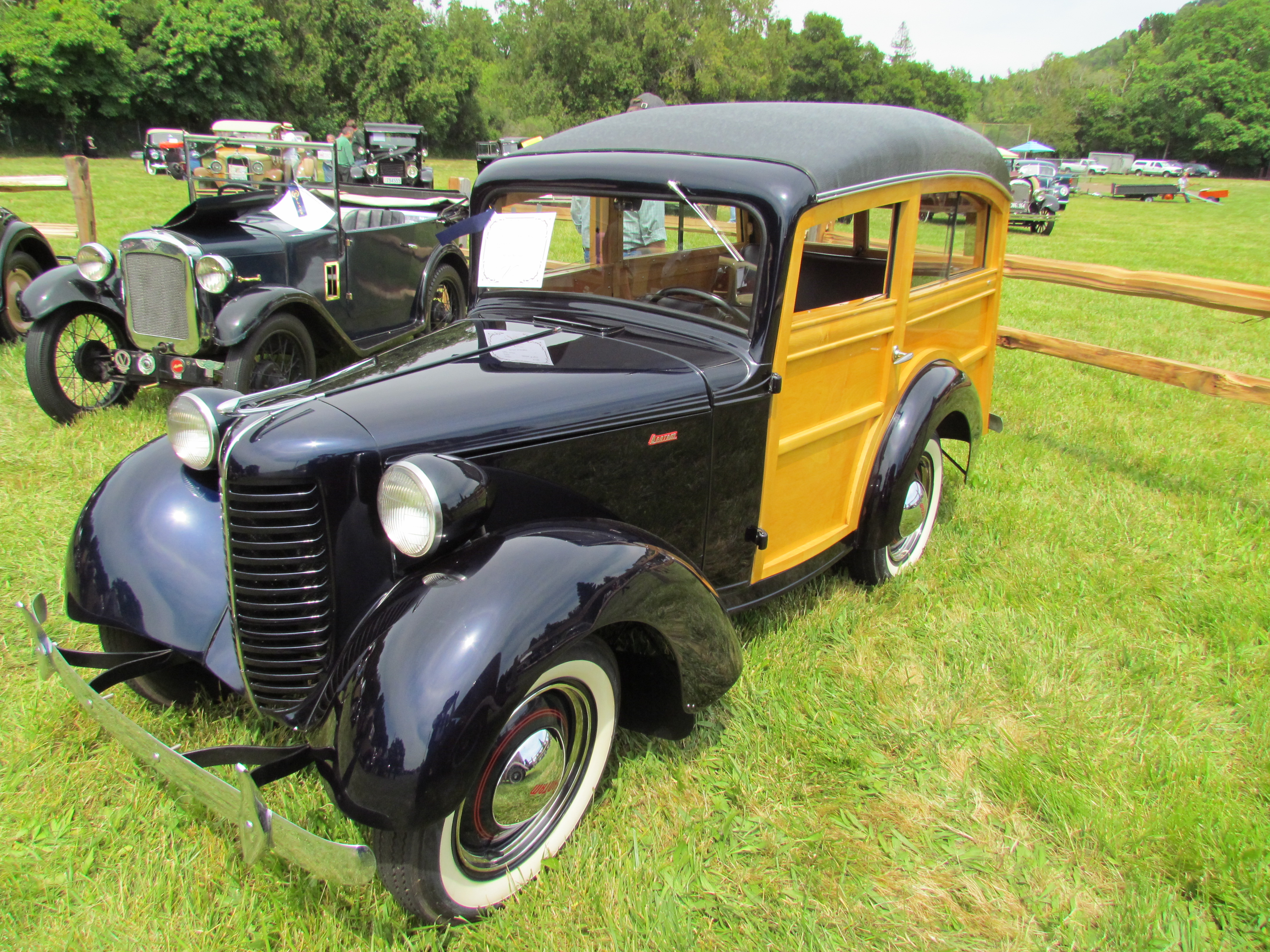
1939 American Bantam

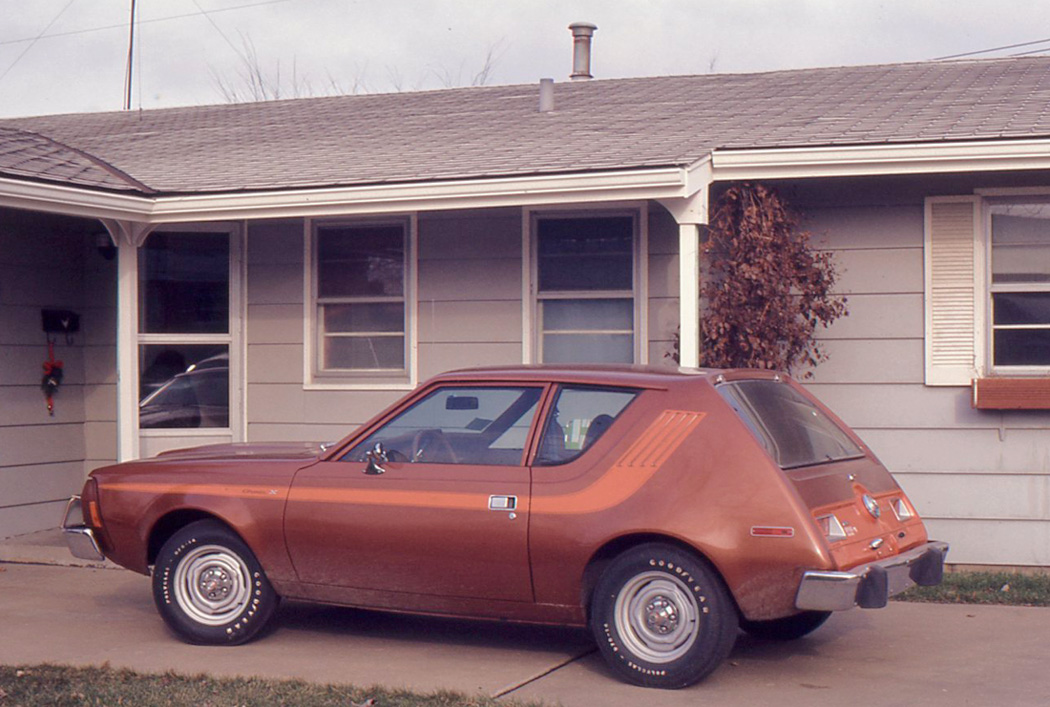
1974 AMC Gremlin

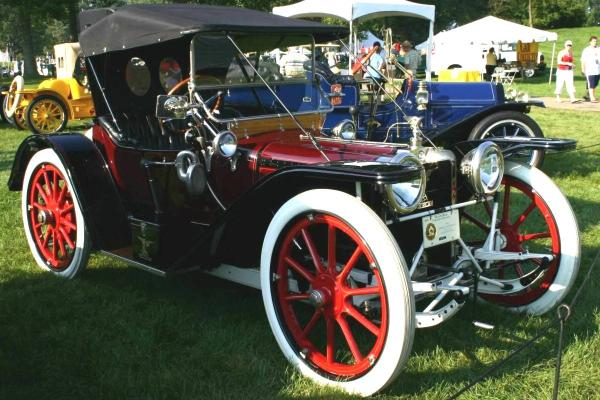
1913 American Underslung

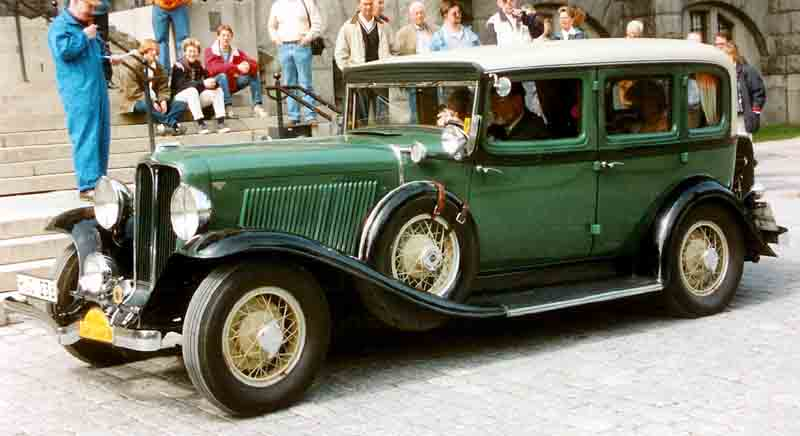
1932 Auburn 8-100A Custom 4-Door Sedan

- Abbott Motor Company (1909–1916; Abbott 1917-1918)[1]
- Able (1917–1919)
- Ace (1920–1922)
- Acme (1903–1911)
- Adams-Farwell (1899–1912)
- Adria (1921–1922)
- Advance (1908)[2]
- A.E.C. (or Anger) (1913–1915)[3]
- Aerocar (1905–1908)
- Aero Car (1921)
- Aerocar (1946)
- Aero-Type (Victor Page model)[4]
- Ahrens-Fox (1913)
- Airscoot (1947)
- Airway (1949–1950)[5]
- Ajax (1914–1915)
- Ajax (1920–1921)
- Ajax (1925–1926)
- Ajax Electric (1901–1903)[6]
- Akron (1899–1901)[4]
- Alamobile (1913)[4]
- Aland (1916–1917)
- Albany (1907–1908)
- Albatross (1939)
- American Locomotive Company (ALCO) (1909–1913)[4]
- Alden-Sampson (1904, 1911)
- Aldo (1910–1911)
- Alena Steam Car (1922)
- All-Steel (1915–1916)
- Allen (1913–1922)
- Allen (1913–1914)
- Allen Kingston (1907–1910)
- Allis-Chalmers (before 1919)
- Allstate (1952–1953)
- Alma Steam (1938)[4]
- Alpena (1910–1914)
- Alsace (1920–1921)
- Alter (1914–1917)
- Altha Electric (1905)[4]
- Altham (1896–1899)
- Altman (1901)
- Aluminum (1920–1922)
- Amalgamated (1917–1919)
- Ambassador (1921–1925)[4]
- Amco (1917–1922)
- America (1911)
- American (1899)[4]
- American (1902–1903)[4]
- American (1903–1905)[7]
- American (1906–1914)
- American (1911–1912)[4]
- American (1914)[4]
- American (aka American (Balanced) Six) (1917–1924)[4]
- American Austin (1929–1934; American Bantam 1938-1941)[4]
- American Beauty (1918–1920) (see Pan-American)[8]
- American Berliet (1906–1908)
- American Chocolate (1903–1906)
- American De Dion (1900–1901)
- American Electric (1896–1902)
- American Electric (1913–1914)
- American Fiat (1910–1918)
- American Gas (1902–1904)
- American Junior (1916–1920)
- American Juvenile Electric (1907)
- American Locomotive (1906–1913)
- American Mercedes (1904–1907)
- American Mors (1906–1909)[4]
- American Motors Corporation (AMC) (1966–1987)
- American Napier (1904–1912)
- American Populaire (1904–1905)
- American Power Carriage (1899–1900)[4]
- American Simplex (1906–1910; Amplex 1910-1913)
- American Steam Car (1924–1931)
- American Steamer (1922–1924)
- American Tri-Car (1912)
- American Underslung (1905–1914)
- American Waltham (1898–1899)
- American Wheelock[9]
- Ames (1910–1915)[4]
- Ams-Sterling (1917)[4]
- Anahuac (1922)
- Anchor Buggy (1910–1911)
- Anderson (1907–1910)
- Anderson (1916–1925)[4]
- Anger (see A.E.C.)[10]
- Angus (see Fuller)[4]
- Anheuser-Busch (1905)[11]
- Anhut (1909–1910)
- Ann Arbor (1911–1912)
- Anna (1912)
- Ansted (1926–1927)
- Ansted-Lexington (1922)
- Anthony (1897)
- Anthony (1899–1900)[4]
- Apollo (1906–1907)
- Apollo (1962–1964)
- Appel (see Apple)[4]
- Apperson (1902–1926)
- Apple (1917–1918)
- Arabian (1915–1917)
- ArBenz (1911–1918)[4]
- Ardsley (1905–1906)
- Argo (1914–1916)
- Argo Electric (1912–1916)
- Argonne (1919–1920)
- Ariel (1905–1907)
- Aristos (see Mondex-Magic)[4]
- Armstrong Electric (1885–1902)
- Arnolt (1953–1954)[12]
- Arrow Cyclecar (1914)
- Artzberger (1904)[13]
- Astra (1920)
- Atlantic (1912–1914)[4]
- Atlas (1906–1907)
- Atlas (1907–1911; Atlas-Knight 1912-1913)
- Auburn (1900–1936)
- Auburn (1912–1915)
- Aultman (1901)
- Aurora (1905–1906)[4]
- Aurora (1907–1909)
- Aurora (1957–1958)
- Austen (see Roper)[4]
- Austin (1901–1921)[4]
- Auto-Acetylene (1899)[4]
- Auto-Bug (1909–1910)[4]
- Auto Cub (1956)
- Autocar (1900–1912)
- Auto Cycle (1906–1907)[4]
- Auto Dynamic (1900–1902)[4]
- Autoette (1910–1913)
- Autoette (1948–1970)
- Auto Fore (see Automobile Fore Carriage)
- Automatic (1921)[4]
- Automobile Fore Carriage (1900)[14]
- Automobile Voiturette (see Gasmobile)[4]
- Automotor (1901–1904)[4]
- Auto Parts (see King-Remick)[15]
- Auto Tricar (1914)[4]
- Auto Two (see Buffalo)[4]
- Auto Vehicle (see Tourist)[4]
- Avery (1914)[4]

## B
- Babcock (1909–1913)[16]
- Babcock Electric (1906–1912)
- Baby Moose (1914)
- Bachelle Electric (1900–1903)[4]
- Bacon (1901, 1919–1920)[4]
- Badger (1910–1911)[17]
- Bailey (1907–1910)[4]
- Bailey Electric (1907–1916)
- Baker-Bell (1913)

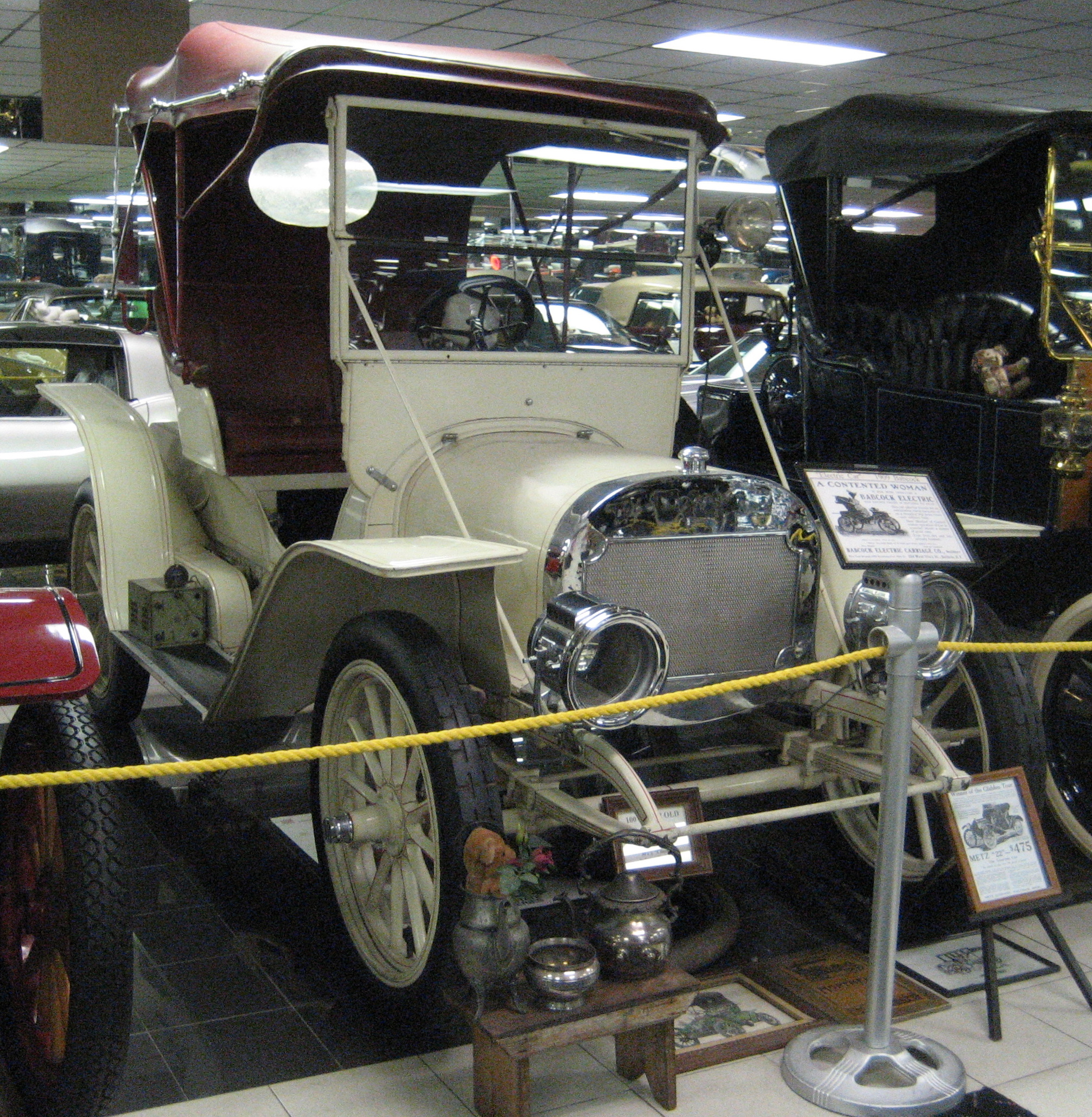
1909 Babcock

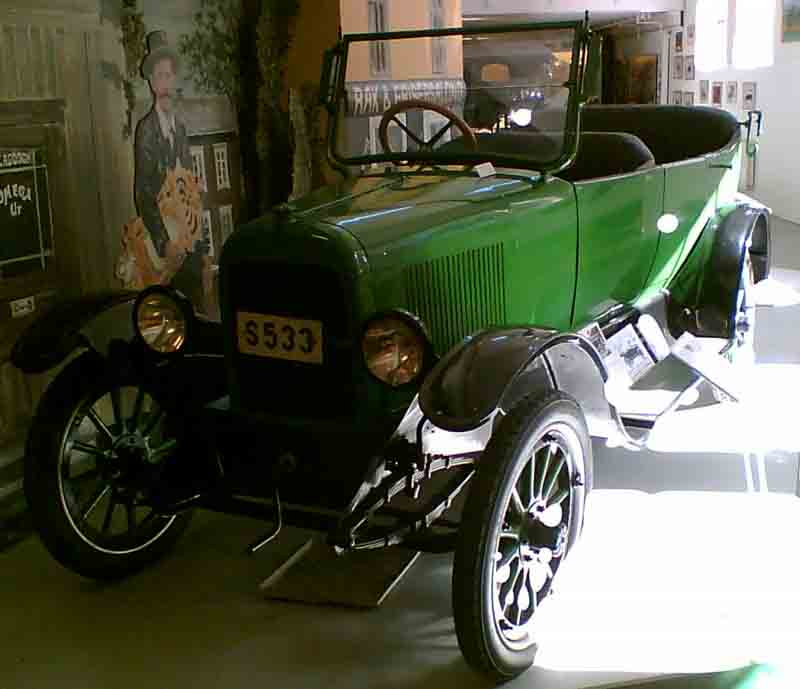
1919 Briscoe Model B 4/24 Touring

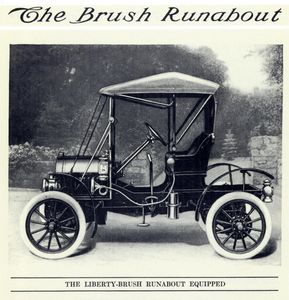
1912 Brush Runabout

- Baker & Elberg Electric (1894–1895)
- Baker Electric (1899–1916)[18]
- Baker Steam (1918–1922, 1925)[4]
- Balboa (1924–1925)[4]
- Baldner (1900–1903)[4]
- Baldwin (1896–1901)
- Baldwin (1899–1901)[4]
- Ball Steam (1868, 1902)[4]
- Balzer (1894–1900)
- Banker (1905)[4]
- Bantam (1914)[19]
- Barbarino (1923–1925)[4]
- Bar Harbor (1900–1902)
- Barley (1916–1929)
- Barlow Steamer (1917–1922)[4]
- Barnes (1902)[4]
- Barnes (1907)
- Barnes (1910)
- Barrows Electric (1895–1899)[20]
- Bartholomew (1902)[4]
- Bartholomew (circa 1904)
- Bates (1897)[4]
- Bates (1903–1905)
- Bauer (1914–1916)[4]
- Bauer (1925–1927)
- Bay State (1907–1908)[4]
- Bay State (1922–1926)
- Beardsley (1914–1917)[4]
- Beaver (1912)[4]
- Beebe (1905–1906)
- Beechcraft (1946)[21]
- Beggs (1919–1923)[4]
- Belden (1907–1911)[4]
- Bell (1916–1922)[22]
- Bell (1917)
- Bellefontaine (1908)
- Belmont (1909–1910)
- Belmont (1916)[23]
- Belmont (1919)[24]
- Belmont Six (1917)
- Bendix (1908–1909)[4]
- Benham (1914–1917)
- Ben Hur (1916–1918)[25]
- Benner (1909)[4]
- Bentel (1916–1919)
- Berg (1903–1905)[26]
- Berg Electric (1920–1921)
- Bergdoll (1910–1913)[4]
- Berwick Electric (1904)
- Berkshire (1905–1912)[4]
- Berliet (see American Berliet)[4]
- Bertolet (1908–1910)[4]
- Best (1898–1899)[27]
- Bethlehem (see Ideal)[28]
- Beverly (1904)[4]
- Bewis (see Lewis)[4]
- Bi-Autogo (1908–1912)[29]
- Biddle (1915–1922)
- Biesel (1914)
- Bimel (1916–1917)[4]
- Binghamton Electric (1920)
- Binney & Burnham (1901–1902)
- Birch (1916–1923)[8]
- Birmingham (1921–1923)[4]
- Black (1893, 1896–1900)
- Black (1908–1910; Black-Crow 1909-1910)[30]
- Black Diamond (1903)[4]
- Blackhawk (1903)[4]
- Blackhawk (1929–1930)
- Bliss (1901–1902)[4]
- Bliss (1906)
- B.L.M. (1906–1907)[4]
- Blomstrom (1902–1903, 1907–1908)[4]
- Blood (1902–1906)
- BMC (1952)[31]
- Boardman (1946)[21]
- Bobbi-Kar (1945–1947)[21]
- Boisselot (1901)[4]
- Bolte (1900)[4]
- Borbein (1900, 1904–1909)[4]
- Borland Electric (1910–1916)[4]
- Boss Steam Car (1897–1909)[27]
- Boston & Amesbury (1902–1903)[4]
- Boston High Wheel (1907)[4]
- Bour-Davis (1915–1922)
- Bournonville (see Rotary)[4]
- Bowman (1921–1922)[4]
- Bradfield (1929–1930)
- Bradford (1904–1905) (see Holley)
- Bradley (1920–1921)
- Bramwell (1904–1905)[4]
- Bramwell-Robinson (1899–1902)[4]
- Brasie (1914–1916)[4]
- Brazier (1902–1903)[4]
- Brecht (1901–1903)[27]
- Brennan (1902–1908)[4]
- Brew-Hatcher (1904–1905)
- Brewster (1915–1925, 1934–1937)
- Briggs and Stratton (1919–1923)[4][32]
- Briggs-Detroiter (1912–1917) (see Detroiter)
- Brightwood (see Orson)[4]
- Bricklin (1974–1976)
- Briscoe (1913–1923)
- Bristol (1903–1904)[27]
- Broc Electric (1909–1916)[33]
- Brogan (1946–1950)[21]
- Brook (1920–1921)[4]
- Brooks (1911–1912)[4]
- Brooks Steamer (1927)[4]
- Brown (1914)[4]
- Brown (1916)
- Brown-Burtt (see Cannon)[4]
- Brownell (1907)[4]
- Brownie (1916)[34]
- Browniekar (1908–1911)[34]
- Brunn (1906)
- Brush (1907–1912)
- Bryan Steam Car (1918–1923)
- Buckeye (1895)[35]
- Buckles (1914)[34]
- Buckmobile (1903–1905)
- Buffalo (1900–1902)
- Buffalo Electric (1912–1915)
- Buffum (1901–1907)
- Buggy Car (1908–1909)[4]
- Bugmobile (1907–1909)[36]
- Burdick (1909)[34]
- Burg (1910–1913)[34]
- Burns (1908–1912)[34]
- Burrows (1914–1915)
- Bush (1916–1924)
- Busse (1903)[37]
- B-Z-T (1915)

## C
- C-A-C (1914–1915)
- California (1899)
- California (1900–1902)
- California (1910)[38]
- California (1923–1925)
- Californian Six (1920)[34]
- Caloric (1903–1904)
- Calvert (1927)[34]
- Cameron (1902–1921)[39]
- Cameron (1903–1920)[39]
- Campbell (1918–1919)[34]
- Canda (1900–1902)[34]
- Cannon (1902–1906)
- Cantono Electric (1904–1907)[34]
- Capitol (circa 1889)[27]
- Car de Luxe (1906–1910)

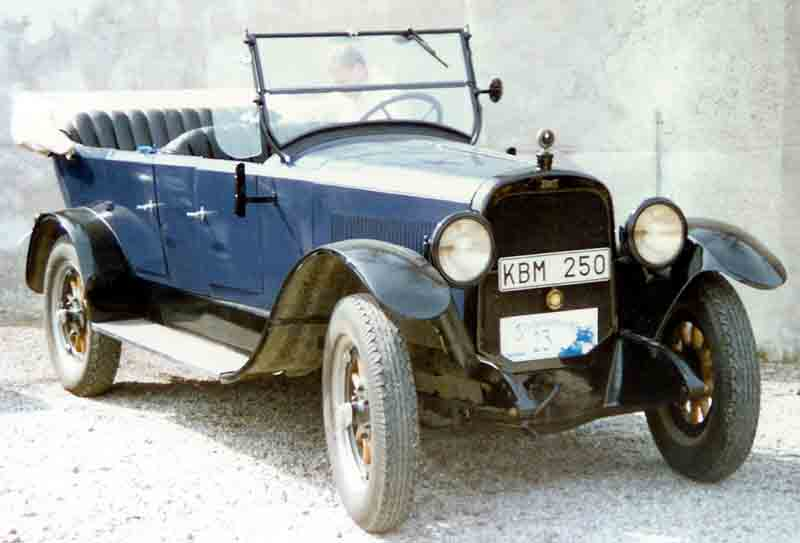
1919 Chandler Light Weight Model 19 Touring

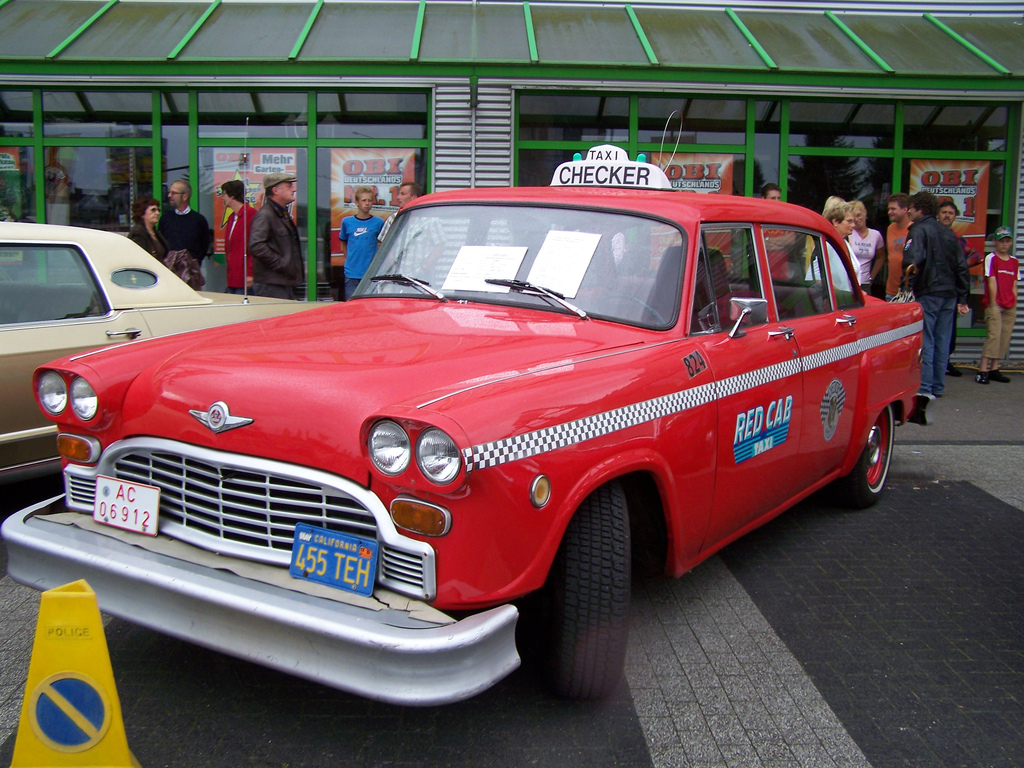
Checker Taxi

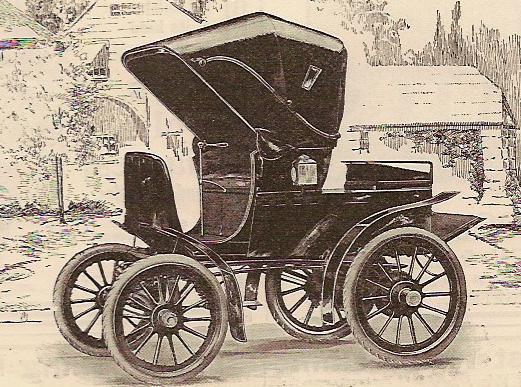
The Columbia Mark III Phaeton

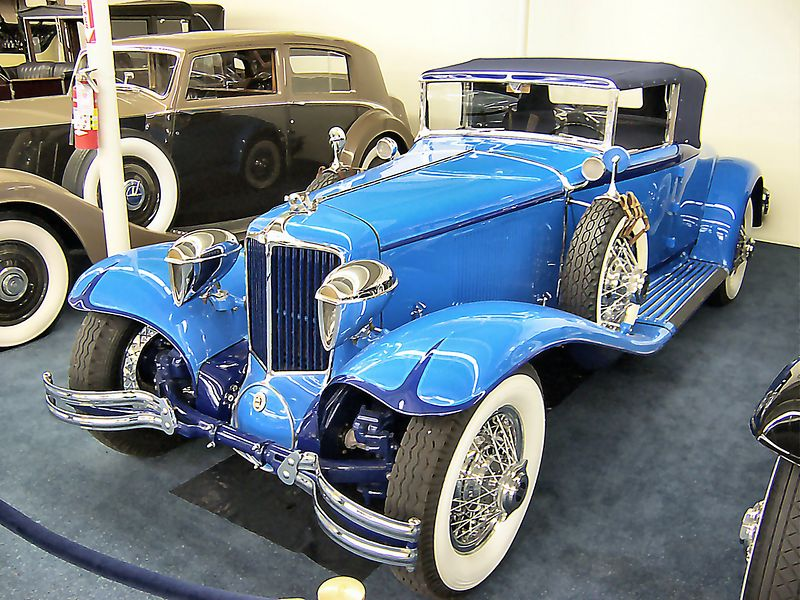
1930 Cord L-29

- Car-Nation (aka Carnation) (1912–1915)
- Cardway (1923–1924)[34]
- Carhart (1871)[40]
- Carhartt (1910–1912)
- Carlson (1904)[34]
- Carrison (1908)[34]
- Carrol (see Compressed Air)[34]
- Carroll (1908)[41]
- Carroll (1911–1912)
- Carroll Six (1921–1922)
- Carter Steam Stanhope (1901)[42]
- Carter Twin-Engine (1907–1908)
- Cartercar (1905–1916)
- Cartermobile (1915)[43]
- Cartermobile (1921–1922)
- Carthage (1914–1915)[34]
- Case (1911–1927)[44]
- Cato (1910, 1912)[34]
- Cavac (1910)
- Cavalier (1926)[45]
- C.B. (1917–1918)[34]
- Ceco (1914–1915)
- Centaur (1902–1903)[34]
- Central (1905–1906)[34]
- Century (1900–1903)[46]
- Century Electric (1911–1915)[34]
- Century Steamer (1906)[27]
- Century Tourist (1901)[34]
- C-F (1907–1909)
- C.G.P. (1915)[34]
- Chadwick (1904–1916)[34]
- Chalfant (1905–1912)[34]
- Chalmers-Detroit (1908–1910; Chalmers 1911-1924)
- Champion (1913)
- Champion (1916)[34]
- Champion (1919–1924)
- Chandler (1913–1929)
- Chapman Electric (1899–1901)[34]
- Charter Oak (1917)[34]
- Chase (1907–1912)[34]
- Checker (1922–1982)
- Chelsea (1914)[34]
- Chicago (1895–1899)
- Chicago (1902)[47]
- Chicago (1914)
- Chicago Electric (1899–1901)[48]
- Chicago Electric (1913–1916)
- Chicago Motor Buggy (1908)
- Chicago Steam Car (1905–1907)[49]
- Chief (1908)[8]
- Chief (1911)
- Christie (1904–1910)[50]
- Christman (1901–1905, 1907)[34]
- Church (1920)[51]
- Church-Field (1912–1913)
- Church Pneumatic (1913–1914)
- Cincinnati Steamer (1903–1904)[27]
- Cinco (see Cino)[34]
- Cino (1910–1913)[34]
- Citicar (1974–1976)
- Clark (1901)[27]
- Clark (1910–1912)
- Clark-Carter (1909–1911)
- Clark Electric (1903–1905)[34]
- Clark Electric (1909–1910)
- Clark Electric (1910)
- Clark Electric (1910–1911)
- Clark-Hatfield (1908–1909)
- Clarkmobile (1903–1904; Clark 1910-1911)[52]
- Clark Steam Car (1900–1909)
- Classic (1916–1917, 1920)[34]
- Clear & Dunham (1900)[53]
- Cleburne (see Luck Utility)[34]
- Clermont (see Coats Steam Car)[54]
- Cleveland (1900)[53]
- Cleveland (1902–1904)[53]
- Cleveland (1905–1909)
- Cleveland (1912–1913)[53]
- Cleveland (1913–1914)[53]
- Cleveland (1919–1927)[53]
- Cleveland Electric (1909–1910)
- Climber (1919–1924)[55]
- Clinton E. Woods Electric (1897-1901)[56]
- Clipper (1902; steam car)[56]
- Clipper (1956) (Clipper Division), Studebaker-Packard Corp.[57][58]
- Clough Steamer (1869)[56]
- Cloughley (1896–1903)[34]
- Club Car (1910–1911)[34]
- Clyde Special (see Coyote Special)[34]
- Clymer (1908)[59]
- Coates-Goshen (1908–1910)
- Coats Steam Car (1921–1923)
- Coey (1913–1917)
- Coggswell (1910–1911)[34]
- Colburn Automobile Company (1906–1911)[60]
- Colby (1911–1914)[34]
- Cole (1909–1925)[61]
- Collins (1919–1921; Collinet 1920-1921)[34]
- Collins Electric (1900)[34]
- Colonial (1921–1922)[34]
- Colonial Six (1917)
- Colonial Six (1922)
- Colonial Electric (1902)[34]
- Colonial Electric (1912)
- Colt (1907)[62]
- Columbia (1897–1913)
- Columbia Electric (see Columbian Electric or Leader)[34]
- Columbia Six (1916–1924)[63]
- Columbian Electric (1914–1917)[64]
- Columbus (1907–1908)
- Columbus (1907–1908)[34]
- Columbus (1913–1914)
- Columbus Electric (1903–1915)[65]
- Comet (1907–1913)
- Comet (1913–1914)
- Comet (1914)
- Comet (1917–1922)[66]
- Comet (1946–1951)[12]
- Commander (1922)[34]
- Commerce (1907–1908)[34]
- Commerce (1922)
- Commercial[67]
- Commodore (1921–1922)[34]
- Commonwealth (1917–1922)[34]
- Compound (1904–1908)
- Compressed Air (1909)
- Connersville (1914)[34]
- Conrad (1900–1903)[27]
- Continental (1907–1908)
- Continental (1910–1914)
- Continental (1933–1934)[34]
- Continental (1956–1957)
- Corbin (1904–1912)
- Corbin (1999–2003)
- Corbitt (1907–1914)[34]
- Cord (1929–1932,1936–1937)
- Corinthian (1922–1923)[34]
- Cornelian (1914–1915)[34]
- Cornish-Friedberg (see C-F)[34]
- Correja (1908–1915)
- Corwin (see Gas-au-lec)[68]
- Cosmopolitan (1907–1910)[69]
- Cotta Steam (1901–1903)[27]
- Country Club (1903–1904)[34]
- Courier (1904–1905)
- Courier (1909–1911)[34]
- Courier (1923)
- Courier Clermont (1912) (see Courier)
- Covert (1902–1907)
- Coyote Special (1909–1910)
- Craig-Hunt (1920)[34]
- Craig-Toledo (1907)[34]
- Crane (1912–1914; Crane-Simplex 1922)[70]
- Crane & Breed (1912–1917)
- Crawford (1904–1923)
- Crescent (1913–1914)[63]
- Crestmobile (1901–1905)
- Cricket (1913–1914)
- Criterion (see Kitto)[34]
- Croesus (1906)[34]
- Crompton (1902–1905)[27]
- Crosley (1939–1952)
- Crosley (1913–1914)[34]
- Crouch (1894–1900)[27]
- Crow (1911; Crow-Elkhart 1911-1923)[71]
- Crowdus Electric (1899–1902)[34]
- Crown (1905–1907)[34]
- Crown (1908–1910)
- Crown (1913–1914)
- Crowther (1915–1916; Crowther-Duryea 1917)[34]
- Croxton-Keeton (1909–1910; Croxton 1911-1914)[72]
- Cruiser (1917–1919)[34]
- Crusader (1914–1915)[73]
- Cull (1899–1901)[34]
- Culver (1905)[34]
- Cunningham (1900–1907)[74]
- Cunningham (1907–1936)[75]
- Cunningham (1951–1955)[12]
- Curtis (1920–1921)
- Cutting (1909–1913)
- C.V.I. (1907–1908)[34]
- Cycleplane (1914)[34]
- Cyclomobile (1920–1921)

## D
- DAC (1922–1923)
- Dagmar (1922–1927)
- Dale (1974)
- Dalton (1911–1912)[34]
- Daniels (1916–1924)[76]
- Dan Patch (1910–1911)[77]
- Darby (1909–1910)[78]
- Darling (1901–1902)[79]
- Darling (1917)
- Darrin (1946, 1955–1958)[12]
- Darrow (1903)[34]
- Dart (1910)
- Dart (1914)
- Davenport (1902)[80]
- Davis (1908–1929)
- Davis (1914)
- Davis (1947–1949)[12]
- Davis Steam Car (1921)
- Davis Totem (1921–1922)
- Dawson (1904)[34]
- Day (1911–1914)
- Dayton (1900–1902)[34]
- Dayton (1914)
- Dayton Electric (1911–1915)
- Deal (1905–1911)
- Decatur (1910–1911)
- Decatur (1914–1915)
- Decker (1902–1903)[34]
- De Cross Cy-Car (1913–1914)[34]
- Deere-Clark (1906; Deere 1907)[81]
- Deering Magnetic (1918–1919)[34]
- De La Vergne (1895–1896)
- Delling (1924–1927)[27]
- Delmore (1921–1923)[34]
- DeLorean (1981–1982)

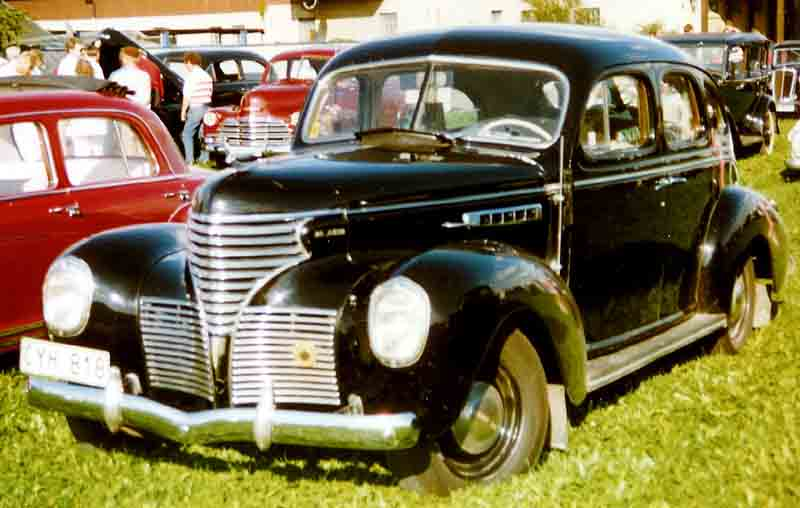
1939 De Soto Series S-6 Custom De Luxe 4-Door Sedan

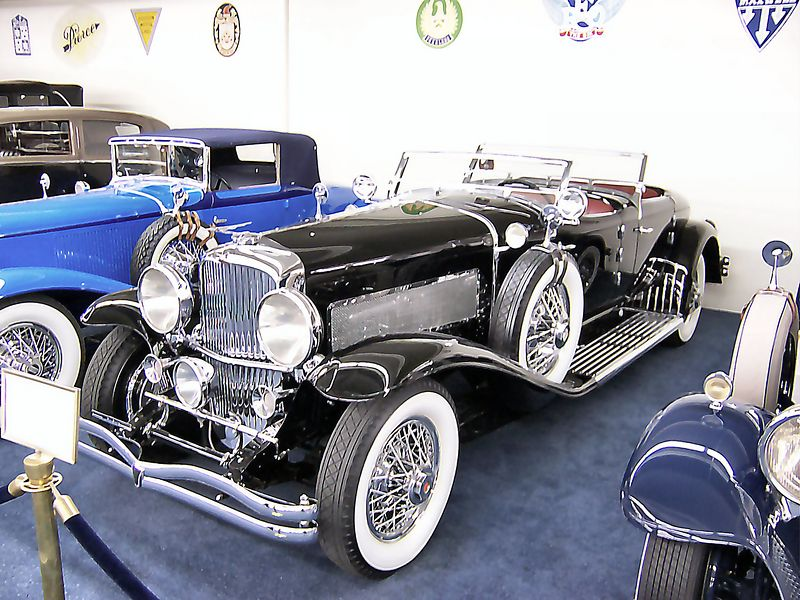
1930 Duesenberg J Walker Legrande Torpedo Phaeton

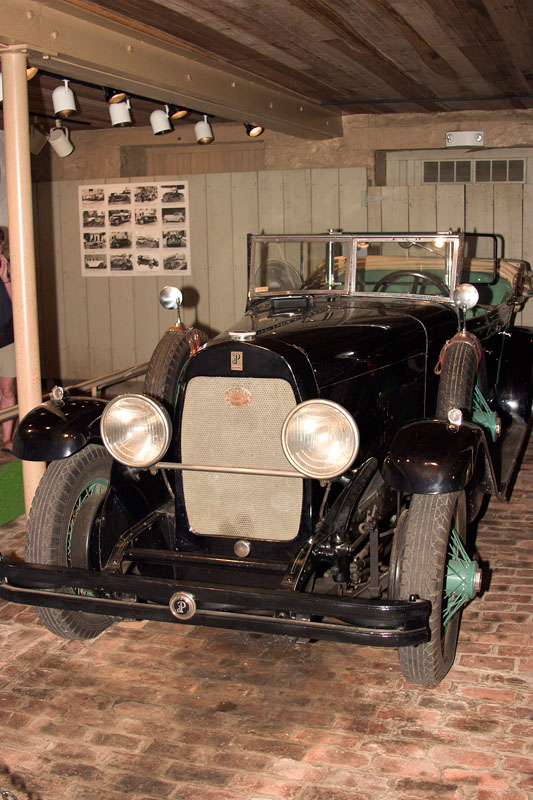
Du Pont Motors automobile

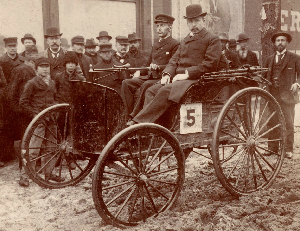
Duryea automobile

- Deltal (1913–1914; Delta 1923-1925)[34]
- De Luxe (1906–1908)
- De Mars Electric (1905–1906; Blakeslee Electric 1906; Williams Electric 1906-1907; Byrider Electric 1907-1910)[53]
- DeMot or DeMotCar (1910–1911)[34]
- De Motte (1904)
- Demotcar (1910–1911)[34]
- Denneed (1916)[53]
- De Rain (1908–1911)[82]
- Desberon (1901–1904)[34]
- De Schaum (1908–1909)
- De Shaw (1907–1909)
- Des Moines (1902)
- DeSoto (1913–1914)[83]
- DeSoto (1928–1961)[84]
- De Tamble (1908–1913)[34]
- Detroit (1904–1908)
- Detroit (1904)
- Detroit Cyclecar (1913–1914)
- Detroit-Dearborn (1910–1911)
- Detroit Electric (1907–1939)
- Detroiter (1912–1917)[34]
- Detroit-Oxford (1905–1906) (see also Oxford)
- Detroit-Speedster (1913–1914; Saginaw Speedster 1914)[34]
- Detroit Steam (1922) (see also Trask-Detroit)
- De Vaux (1931–1932)
- De Vaux Continental (1932–1934)
- DeWitt (1909–1910)
- Dewabout (1900–1901)[34]
- Dey Electric (1915–1917)[34]
- Dey Griswold (1895–1898)[85]
- Diamond (1914–1915)[86]
- Diamond T (1905–1911)
- Diana (1925–1928)
- Dile (1914–1917)
- Dingfelder (1903)
- Disbrow (1917–1918)[53]
- Dispatch (1910)[34]
- Dixie (1908–1910)[87]
- Dixie (1916)[34]
- Dixie Flyer (1916–1923)[34]
- D.L.G. (1907)
- Doble (1914–1918, 1922–1931)
- Dodge (1914–1915)
- Dodge Steam (see Doble)[34]
- Dodgeson (1926)
- Dodo (1912)[28]
- Dolson (1904–1907)
- Dorris (1906–1926)
- Dort (1915–1924)
- Douglas (1918–1919)[34]
- Dovell (circa 1980s)
- Downing (1914–1915)[53]
- Downing-Detroit (1913–1915)
- Dragon (1906–1908)
- Dragon (1920–1921)
- Drake (1921–1922)[34]
- Drexel (1916–1917)[34]
- Driggs-Seabury (1915; Driggs 1921-1923)[34]
- Drummond (1916–1917)[34]
- Dual-Ghia (1956–1958)[12]
- Duck (Jackson model)[88]
- Dudly Bug (1913–1915)[34]
- Dudgeon Steam (1857, 1866)[27]
- Duer (1907–1910)[34]
- Duesenberg (1913–1937)
- Dumont (see Santos Dumont)[89]
- Dunn (1916–1918)[34]
- Duplex (1908–1909)[34]
- Du Pont (1919–1931)
- Duquesne (1904–1906)[34]
- Duquesne (1912–1913)
- Durabile (1902)[53]
- Durant (1921–1931)
- Durocar (1906–1911)[34]
- Duryea (1893–1917)
- Dusseau (1910–1911)[34]
- Dyke (or St Louis) (1899–1901; Dyke-Britton 1904)[90]
- Dymaxion (1933)[91]

## E
- Eagle (1905)[79]
- Eagle (1905–1907)
- Eagle (1906)
- Eagle (1909)
- Eagle (1988–1998)
- Eagle Electric (1915–1916)[34]

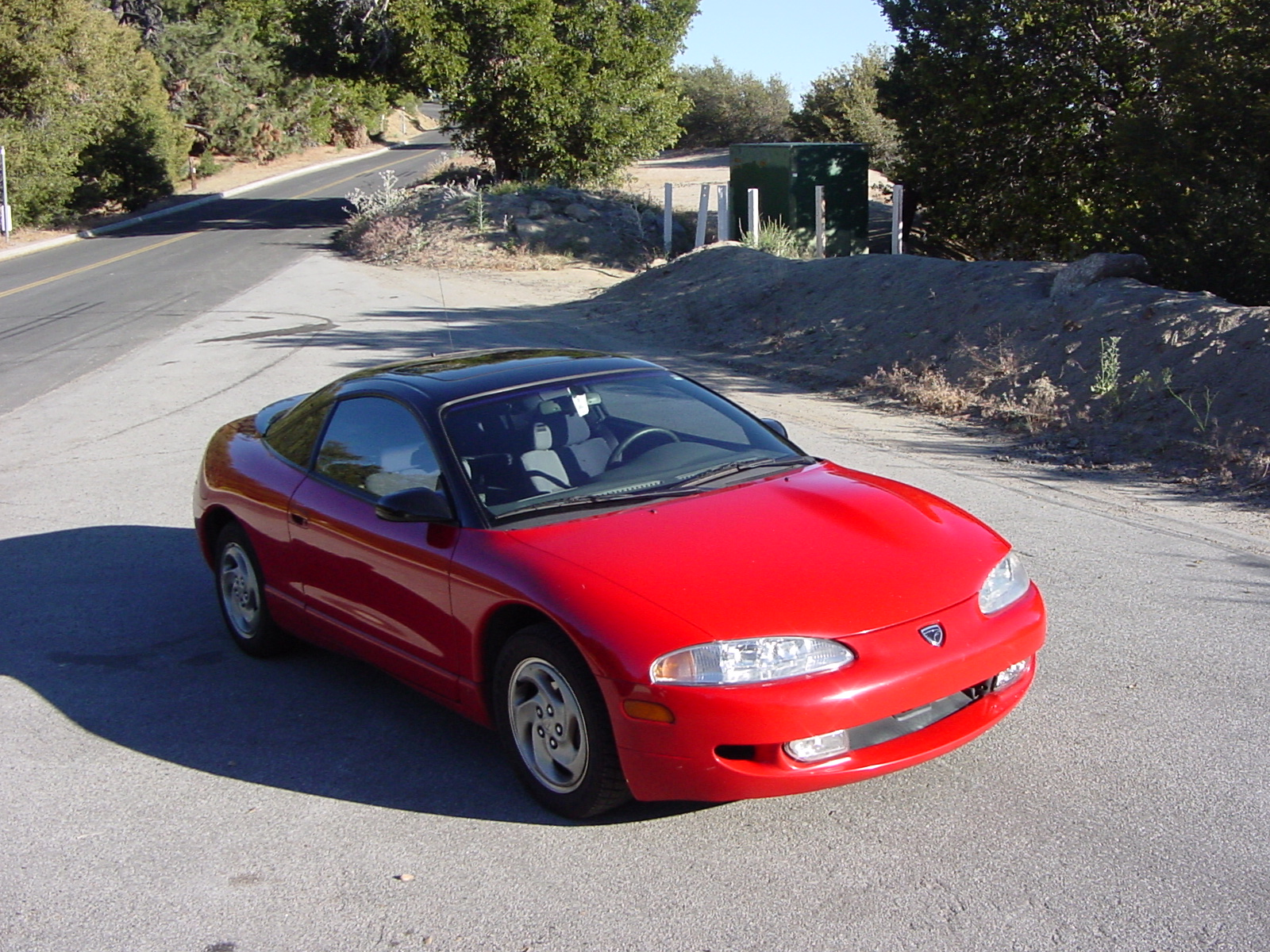
1995 Eagle Talon

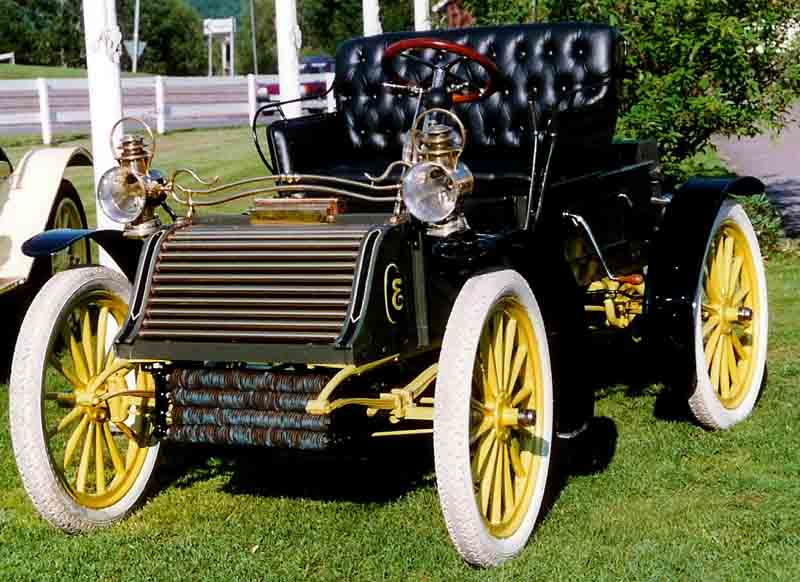
1904 Eldredge Runabout

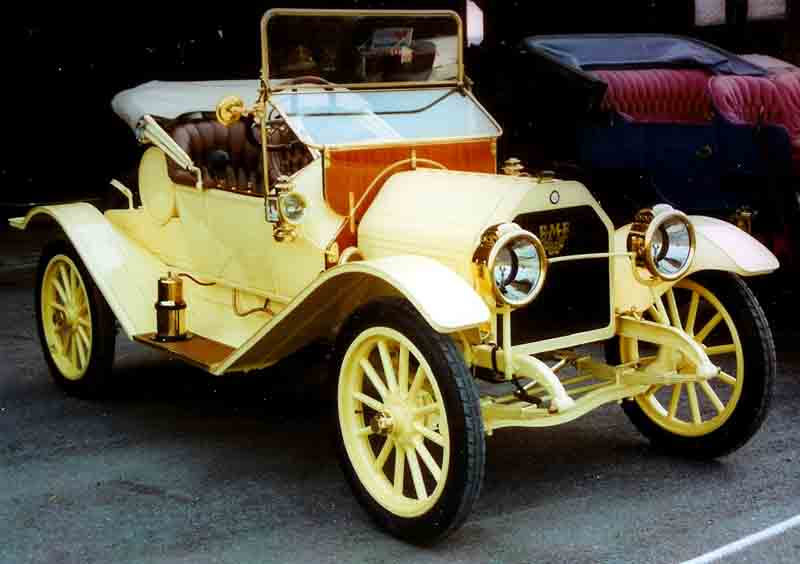
1912 E.M.F. Model 30 Roadster

- Eagle Rotary (or Eagle) (1914–1915; Eagle-Macomber 1916-1918)[34]
- Earl (1907–1908)[92]
- Earl (1921–1923)
- Eastman (1898–1900)[27]
- Eastman (1901–1902)[93]
- Eaton Electric (1898–1900)[94]
- Eck (see Boss Steam Car)[34]
- Eclipse (1905–1906)
- Eclipse (1916)
- Eclipse Steam (1900–1903)[27]
- Economy (1908–1911)
- Economy (1916–1919; Economy-Vogue 1920; Vogue 1921-1922)[34]
- Economycar (1914)[95]
- Eddy Electric (1900–1901)[34]
- Edsel (1958–1960)
- Edwards-Knight (1912–1913)[34]
- Edwards (1954–1955)[12]
- E.H.V. (see Compound)[34]
- Eichstaedt (1898–1902)[34]
- EIM (1915)[34]
- Eisenhuth (1896–1900)
- Elberg (see Baker & Elberg Electric)[96]
- Elberon (Columbia model)[27]
- Elbert (1914–1915)[34]
- Elcar (1915–1931)
- Elco (1915–1917)[97]
- Eldredge (1903–1906)
- Electra (1914–1915)[34]
- Electricar (1950–1966)[12]
- Electric Vehicle (1897–1907)
- Electronomic (see Hood Steamer)[34]
- Elgin (1916–1924)[34]
- Elinore (1903)[98]
- Elite (Johnson model)[99]
- Elite (1901–1902)[27]
- Elkhart (see Crow-Elkhart, Pratt-Elkhart, Sterling, or Komet)[100]
- Elliott (1897–1899)[100]
- Ellis (see Triumph Electric)[100]
- Ellsworth (1907)[100]
- Elmore (1893–1912)
- El Morocco (1956–1957)[12]
- Elston (1895)[101][102]
- Elwell-Parker Electric (1908–1909)[53]
- Emancipator (1909)[100]
- Emerson (1885; Emerson-Fisher 1896)
- Emerson (1917)[103]
- E-M-F (1909–1912)[100]
- Empire (1901–1902)
- Empire (1910–1919)
- Empire Steam Car (1925–1927)
- Empire Steamer (1899–1902)
- Empire Steamer (1904)
- Endurance Steam Car (1922–1924)
- Enger (1909–1917)[104]
- Englehardt (1901)[100]
- Engler (1914–1915)
- Entz (1914)[100]
- Erie (1899–1902)[105]
- Erie (1916–1919)
- Erie & Sturgis (1897)
- Erskine (1927–1930)[100]
- Eshelman (1953–1961)
- Essex (1906)[27]
- Essex (1919–1932)
- Etnyre (1910–1911)
- Euclid (1908)[53]
- Eureka (1900)
- Eureka (1906–1907)
- Eureka (1907–1909)
- Eureka (1907–1909)
- Evansville (see Simplicity)[100]
- Everitt (1909–1912)
- Everybody's (1907–1909)[100]
- Ewing (1908–1910)[106]
- Excel (1914)

## F

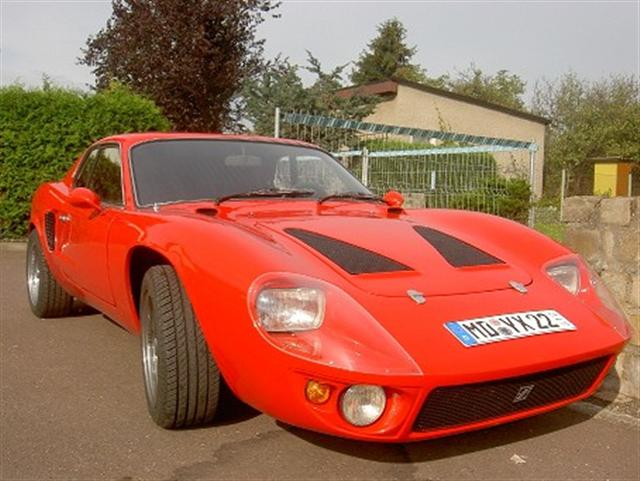
Fiberfab FT Bonito

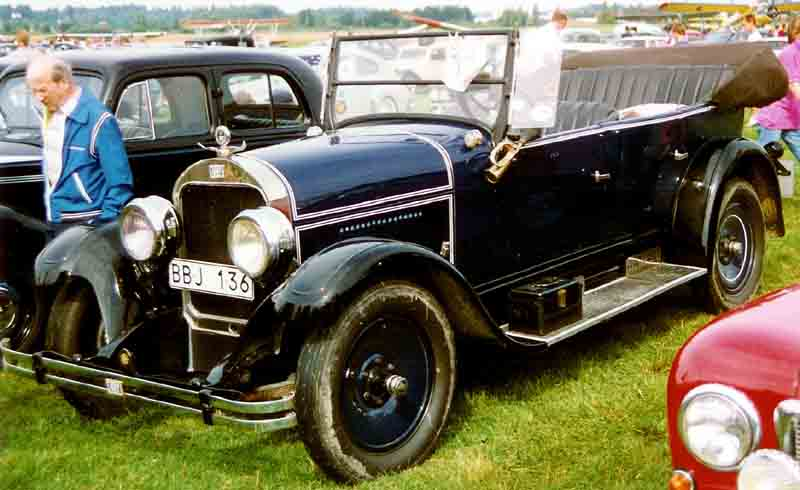
1925 Flint B-40 Touring

- Fageol (1900, 1917)[100]
- Fal-Car (or F.A.L.) (1909–1914)[107]
- Falcon (1907–1909)[108]
- Falcon (1913–1914)
- Falcon (1922)[109]
- Falcon (1922)[110]
- Falcon-Knight (1927–1929)[100]
- Famous (1908–1909)[100]
- Fanning (1901–1903)[100]
- Fargo (1929)
- Farmack (1915–1916)[100]
- Farner (1922–1923)[100]
- Faulkner-Blanchard (1910)
- Fawick Flyer (1908–1912)
- Fay (1912)
- Federal Steam (1901–1902)[27]
- Federal (1907–1909)[111]
- Fenton (1913–1914)[112]
- Fergus (1916–1922)[100]
- Ferris (1920–1922)[53]
- Fiberfab (circa 1960s)
- Fidelia (1913–1914)[53]
- Field (1886, 1905)[27]
- Fina-Sport (1953–1954)
- Findlay (1910)
- Firestone-Columbus (1909–1915)[100]
- Fischer-Detroit (1914)
- Fish (1906–1907)[88]
- Fisher (1901–1905)[100]
- Flagler (1914)[113]
- Flanders 20 (1910–1912)[114]
- Flanders Electric (1912–1914)[115]
- Flanders Six (1913)
- Flexbi (1904)[100]
- Flint (1923–1927)[116]
- Flint Roadster (1902–1904)
- Flintlo (1905–1908)
- Flyer (1913–1914)
- Foos (1901–1906)[88]
- Forest City (see Jewell)[117]
- Fort Pitt (see Pittsburgh Six)[100]
- Fort Plain (1897, 1902, 1903)
- Foster (1886)
- Foster (1901–1904)[27]
- Fostoria (1906–1907)[100]
- Fostoria (1915–1916)
- Fournier-Searchmont (1902–1903)[118]
- Fouch (1914–1915)
- Fox (1921–1923)[100]
- Frankfort (1917)[100]
- Franklin (1902–1934)
- Frayer-Miller (1904–1909)[100]
- Frazen (1951–1962)
- Frazer (1946–1951)
- Frederickson (1914)[100]
- Fredonia (1902–1904)
- Fremont (1920–1922)[100]
- French (1905)[100]
- Friedman (1900–1903)[119]
- Friend (1920–1921)
- Fritchle Electric (1905–1920)[100]
- Frontenac (1906–1913)
- Frontenac (1921–1925)[116]
- Frontmobile (1917–1918)[100]
- F.R.P. (1914–1916)[100]
- F.S. (1911–1912)[100]
- Fuller (1907–1909)[100]
- Fuller (1909–1910)
- Fulton (1920)[100]
- F.W.D. (1910–1912)[120]
- Fwick (see Fawick Flyer)[100]

## G
- Gabriel (1912–1918)[121]
- Gadabout (1913–1915)

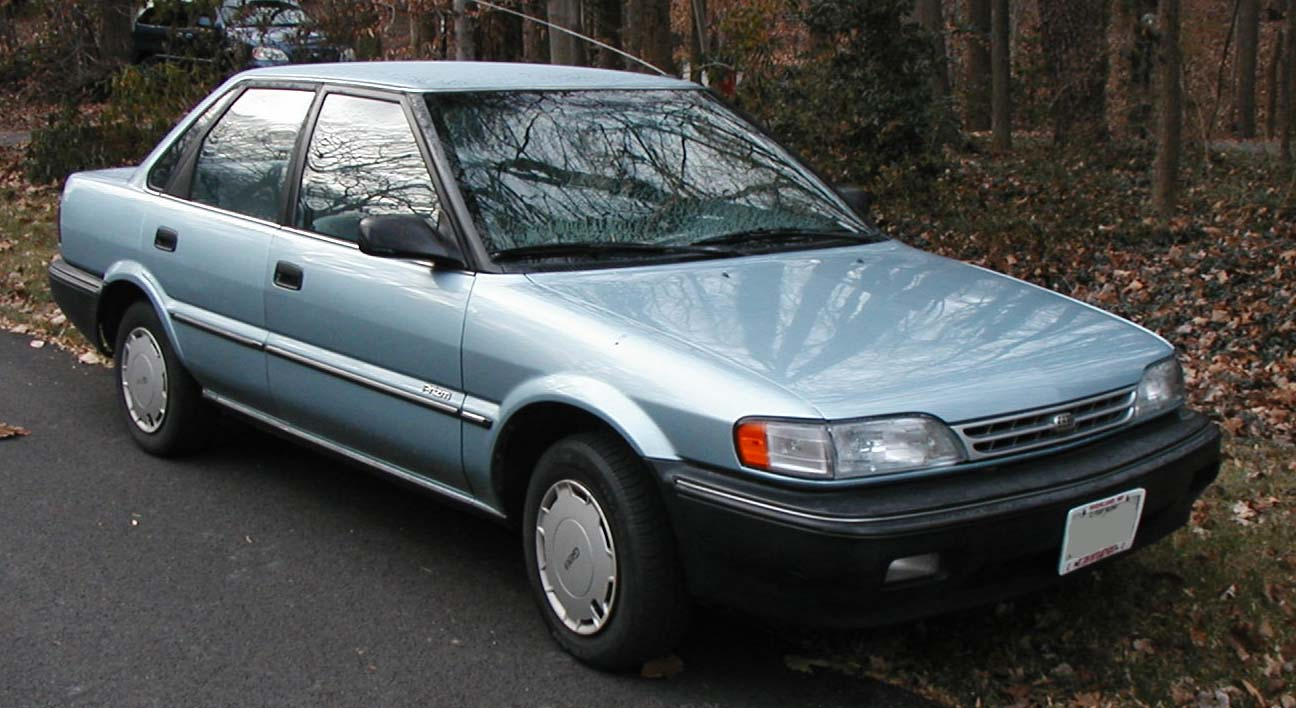
Geo Prizm

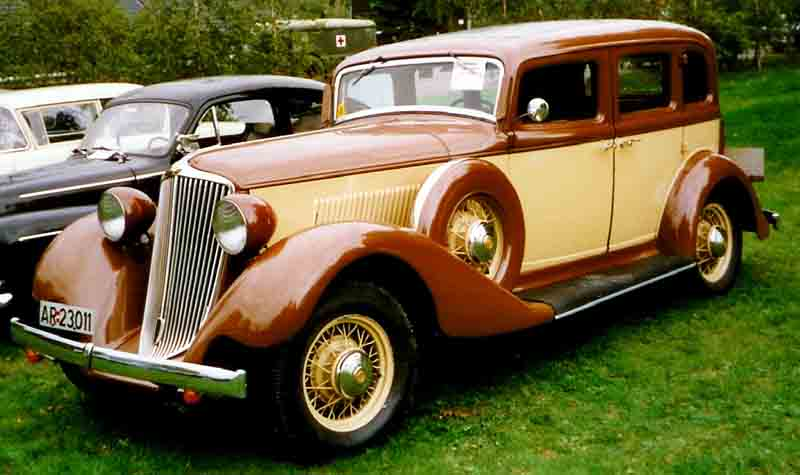
1932 Graham Blue Streak 4-Door Sedan

- Gaethmobile (1902–1904, Gaeth 1905-1910)
- Gale (1905–1907)[122]
- Gardner (1920–1931)
- Garford (1908, 1911–1913)[100]
- Gary Six (1914)
- Gas-au-lec (1905–1906)
- Gaslight (1960-circa 1961)
- Gasmobile (1899–1902)
- Gaylord (1911–1913)
- Gaylord (1955–1956)
- Gearless (1907–1909)[123]
- Gearless (1919–1922)
- Gearless Steamer (see Super-Steamer)[27]
- Gem (1917–1919)
- General (1902–1904)[121]
- General Electric (1891–1898, 1902–1903)[124]
- General Electric (1898–1900)[125]
- Genesee (1911)[100]
- Geneva (1901–1906)[126]
- German-American (1902–1903)[100]
- Geo (1989–1997)
- Geronimo (1917–1920)[100]
- Ghent (1916–1918)[100]
- Gibbs (1904)[100]
- Gibson (1899)[100]
- Gillette (1916)[100]
- G.J.G. (1909–1914)
- Glasspar (1949–1953)[127]
- Gleason (1909–1913)[100]
- Glide (1903–1920)[100]
- Globe (1916–1919)[53]
- Globe Four (1921–1922)
- Glover (1902)
- Glover (1920–1921)[100]
- Goethe (see Gaeth)[100]
- Golden Eagle (1906)[128]
- Goodspeed (1922)[100]
- Graham (1899)[100]
- Graham Electric (1903)
- Graham Motorette (1902–1903)
- Graham-Paige (1928–1930; Graham 1930-1947)
- Gramm (1902)[100]
- Granite Falls (see Lende)[100]
- Grant (1913–1922)[129]
- Graves & Condon (see Crown (1908–1910))[100]
- Gray (1922–1926)
- Gray Light Car (1920)
- Great Arrow (1904–1909) (see also Pierce-Arrow)[130]
- Great Eagle (1910–1918)
- Great Smith (see Smith)
- Great Southern (1910–1914)
- Great Western (1910–1916)[130]
- Greeley (1902–1903)[28]
- Greenleaf (1902)
- Gregory (1920–1922)[100]
- Grensfelder (1901)[100]
- Greuter (1898)[100]
- Greyhound (1914–1916)[8]
- Grinnell Electric (1910–1915)
- Griswold (1907)
- Grout (1900–1912)[131]
- Gurley (1899–1901)[100]
- G.V. (1907[132]
- Gyroscope (1908–1909)

## H
- Haase (1902–1904)
- Hackett (1916–1919)
- H.A.L. 12 (1916–1918)[53]
- Hall (1903–1904)[100]
- Hall (1914–1915)
- Halladay (1905–1922)[133]
- Hambrick (1905–1906)[100]
- Hamilton (1917)[100]

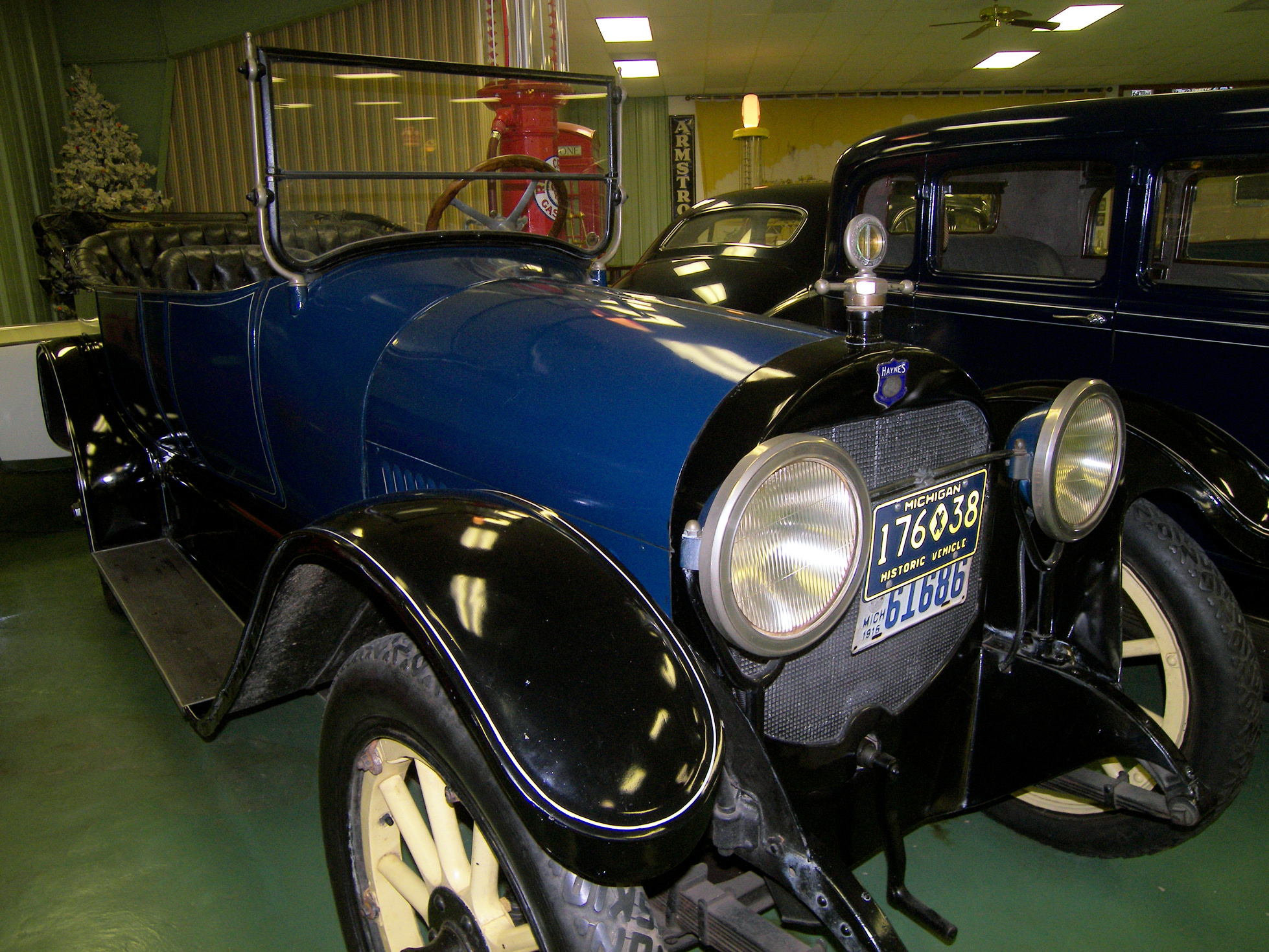
1916 Haynes

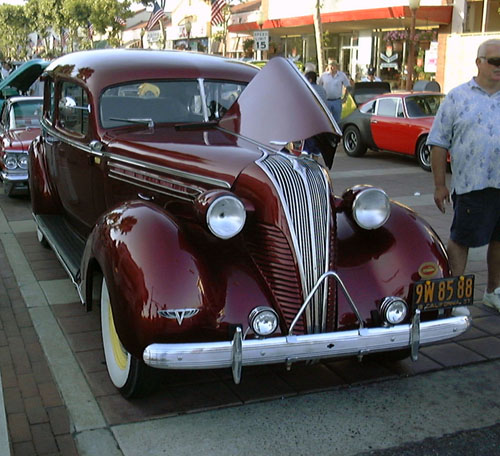
1937 Hudson Custom Eight

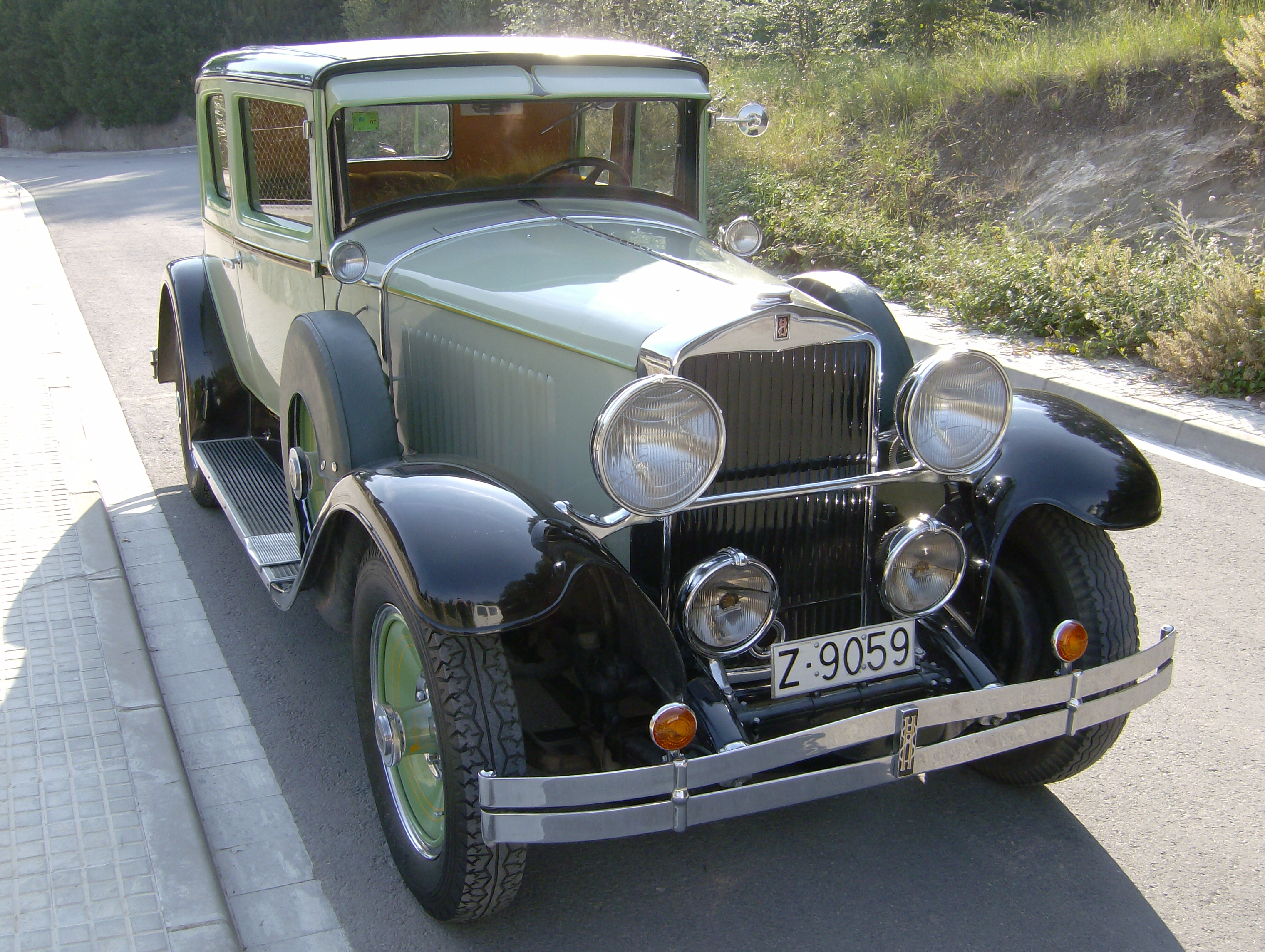
1929 Hupmobile Series M De Luxe Century Opera Coupe

- Hamlin-Holmes (1919–1929; Hamlin 1930)[100]
- Hammer-Sommer (1902–1904; Hammer 1905-1906)
- Handley-Knight (1921–1923; Handley 1923)[100]
- Hanger (1916)[134]
- Hanover (1921–1927)[100]
- Hansen (1902)[135]
- Hanson (1918–1925)[100]
- Harding (1916–1917)[136]
- Hardy (see Flint Roadster)[100]
- Harper (1907–1908)[100]
- Harrie (1925)[100]
- Harrigan (1922)[100]
- Harris (1910)[100]
- Harris Six (1923)
- Harrison (1905–1907)
- Harroun (1917–1922)
- Hartley (1895–1899)[27]
- Hartman (1914–1918)[100]
- Harvard (1915–1921)[137]
- Hasbrouck (1900–1902)[100]
- Hassler (1917)[138]
- Hatfield (1907–1908)[139]
- Hatfield (1916–1924)[140]
- Havers (1908–1914)
- Hawk (1914)
- Hawley (1906–1908)[100]
- Hay-Berg (1907–1908)[141]
- Haydock (see Cosmopolitan)[100]
- Haynes-Apperson (1896–1905; Haynes 1904-1925)
- Hayward (1913)[100]
- Hazard (1913–1915)[100]
- H.C.S. (1920–1925)[100]
- Healey (circa 1905- circa 1916)[100]
- Heifner (1919–1921)[100]
- Heilman (1907)[100]
- Heine-Velox (1903–1908, 1921–1923)
- Hendel (1903–1904)[100]
- Henderson (1912–1914)[142]
- Henney (1921–1931)[100]
- Henney (1960–1964)
- Henrietta (1901)[100]
- Henry (1910–1912)
- Henry J (1951–1954)
- Hercules (1914–1915)[100]
- Hercules Electric (1907)
- Herff-Brooks (1915–1916)
- Herreshoff (1909–1914)
- Hertel (1895–1900)[100]
- Hertz (1924–1927)[100]
- Heseltine (1916–1917)[100]
- Hess (1902)[27]
- Hewitt (1906–1907)[143]
- Hewitt-Lindstrom (1900–1901)
- Heymann (1898–1907)[100]
- Hicks (1899)[100]
- Hicks (1899–1900)
- Hicks (1905)
- Hidley Steam Car (1901)
- Highlander (1919–1922)[100]
- Hill (1904–1908)[100]
- Hilton (1920–1921)
- Hines (1908–1910)[100]
- Hitchcock (1909)
- Hobbie Accessible (1908–1909)
- Hoffman (1901–1904)[144]
- Hoffman (1931)
- Holden (1914)[145]
- Holden (1915)
- Holland (1902–1903)[27]
- Holley (1900–1904)
- Hollier (1915–1921)
- Holly Six (1913–1915)[146]
- Holmes (1906–1907)[147]
- Holmes (1918–1923)
- Holsman (1901–1911)
- Hol-Tan (1908)
- Holtom (1919, 1934)
- Holyoke (before 1926)[148]
- Holyoke (1899–1903)
- Homer Laughlin (1916)[100]
- Hood Steamer (1899–1901)
- Hoosier Scout (1914)[100]
- Hoover (1913–1914)
- Hopkins (1902)[100]
- Hopkins (1902)
- Hoskins (1920)[100]
- Houghton (1897)[100]
- Houghton Steamer (1900–1901)[100]
- Houpt (1909; Houpt-Rockwell 1910)[100]
- House Steamer (1867)[149]
- Howard (1895–1903)[148]
- Howard (1895, 1901–1904, 1908)
- Howard (1911, 1916–1917, 1919)
- Howard (1913–1914)
- Howey (1907–1908)[100]
- Hudson (1901–1902)
- Hudson (1909–1957)
- Huffman (1919–1925)
- Hummer (1992–2010)
- Hunter (1920)[100]
- Hupmobile (1909–1940)
- Hupp-Yeats (1911–1919)
- Huselton (1911–1914)
- Hydromotor (1914–1917)[100]

## I
- Ideal (1902)
- Ideal (1902–1903)
- Ideal (1902–1904)[100]
- Ideal (1907–1908)
- Ideal Electric (1906)[150]
- Illinois (1907)
- Illinois (1909–1912)
- Illinois Electric (1897–1901)[151]
- Imp (1913–1914)[100]
- Imperial (1903–1904)[100]
- Imperial (1908-1916)[152]
- Imperial (1907–1908)
- Imperial (1908–1916)
- Imperial Electric (1903–1904)[100]
- Independence (1912)[100]
- Independence (1915)
- Independent Harvester (1910–1911)[100]
- Indiana (1901)[8]
- Indianapolis (see Black)[100]
- Ingram-Hatch (1917)[100]
- Innes (1920–1921)[100]

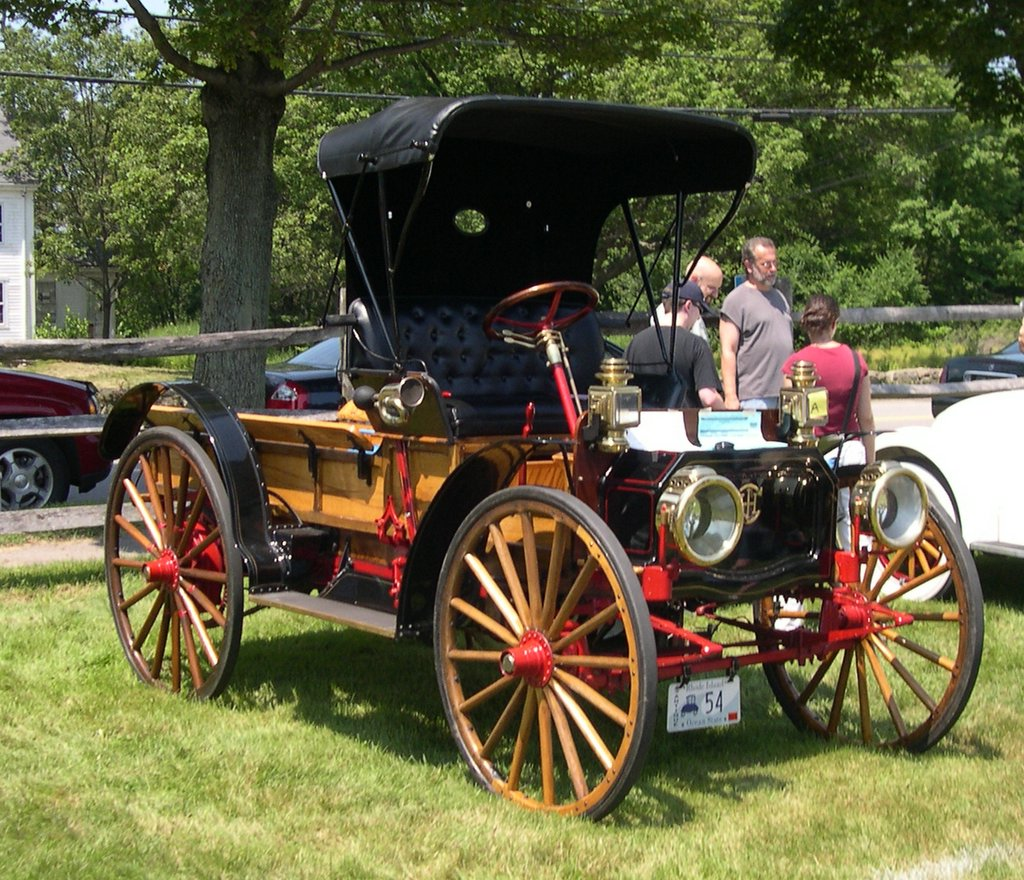
1911 International Harvester

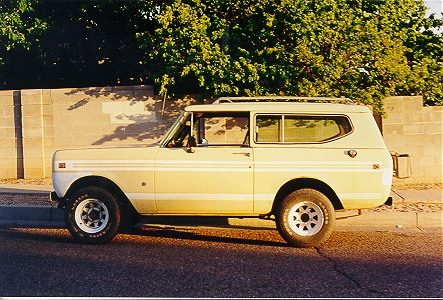
1978 International Harvester Scout II

- International (1899) (see Strathmore)[153]
- International (1899) (see Walters)[154]
- International (1900) (see Klock)[155]
- International (1900)[154]
- International (1901–1903) (see Toledo)[156]
- International Cyclecar (1914) (see Economycar)[157]
- International Harvester (1907–1975)
- Inter-State (1909–1919)[100]
- Intrepid (1903–1905)[100]
- Iroquois (1903–1907)[28]
- Iverson (1902)[100]
- Izzer (1911)[100]

## J
- Jacks (1899–1900)[8]
- Jack's Runabout (see Jacks)[100]
- Jackson (1903–1923)
- Jacquet Flyer (1921)
- Jaeger (1932–1933)
- James (1909–1911)[100]
- Janney (1906)
- Jarvis-Huntington (1912)[100]
- Jaxon Steam (1903)[158]
- Jeannin (1908)
- Jeffery (1902–1917)
- Jem (1922)[100]
- Jenkins (1907–1912)[100]

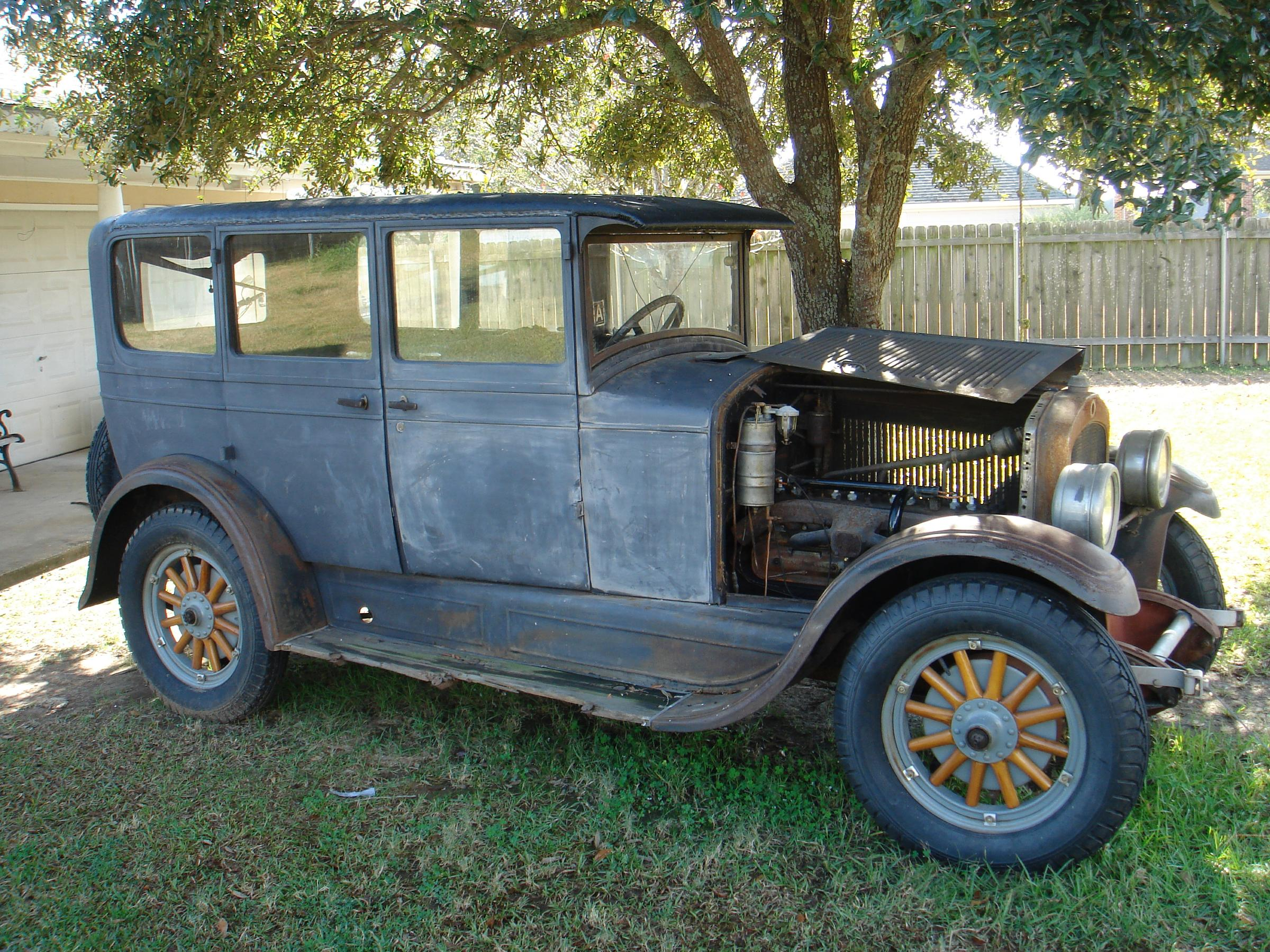
A 1928 Jordan Sedan

- Jewell (1906–1907; Jewel 1908-1909)[100]
- Jewett (1922–1927)
- Johnson (1903, 1918)[159]
- Johnson (1905–1912)[160]
- Jones (1914–1920)[161]
- Jones-Corbin (1903–1907)[161]
- Jonz (1909–1912)[161]
- Jordan (1916–1931)
- JPL (1913)[162]
- Julian (1918, 1925)[161]
- Junior R (1924)

## K
- Kaiser (1947–1955)
- Kalamazoo (see Michigan)[161]
- Kane-Pennington (see Pennington)[161]
- Kankakee (1916)[161]

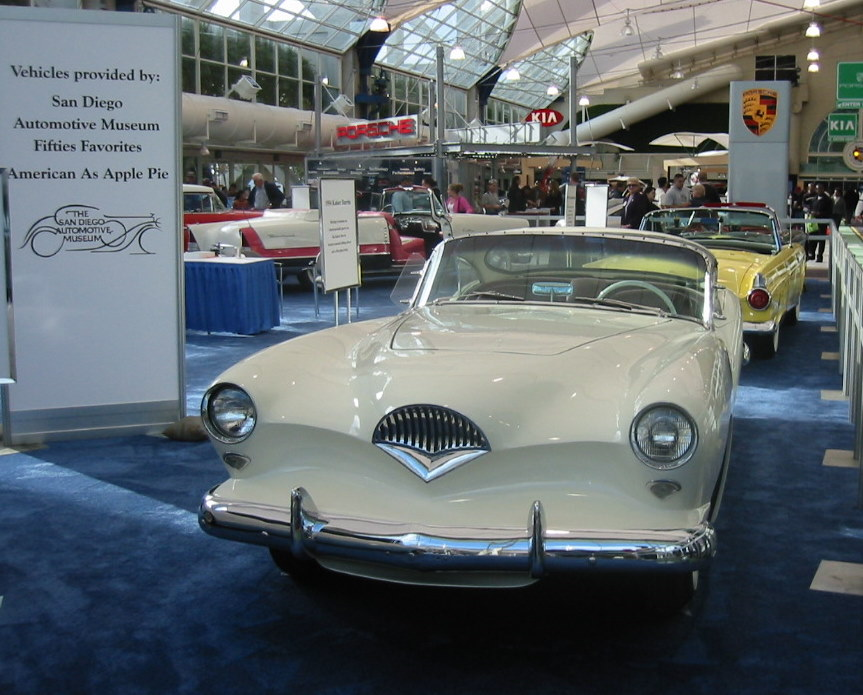
1954 Kaiser Darrin

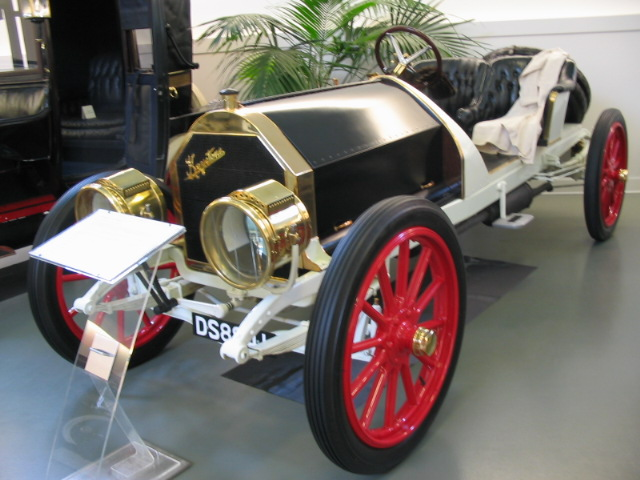
The 1914 Keystone

- Kansas City (1906–1908; Kansas City Wonder 1909)[163]
- Karns 1899 Everett Pa
- Kato (1907–1913)[161]
- Kauffman (1909–1912)[161]
- K-D (1912–1913)[161]
- Kearns (1909–1916)[161]
- Keene Steamobile (1900–1901)[27]
- Keeton (1912–1914)[164]
- Keller (1948–1950)[12]
- Keller-Kar (1914)
- Kelly-Springfield (1901–1902)
- Kelsey (1897–1902, 1920–1924)[165]
- Kenmore (1910–1912)[161]
- Kennedy (1900, 1905)[161]
- Kennedy (1915–1917)
- Kennedy Electric (1898–1903)
- Kensington (1899–1904)[27]
- Kent (1916–1917)[161]
- Kent's Pacemaker (1900)
- Kenworthy (1920–1921)[161]
- Kermath (1907–1908)
- Kermet (1900)[161]
- Kerosene Motor Surrey (1900)[161]
- Kessler (1920–1921; Kess-Line 8 1922)
- Keystone (1899–1900)
- Keystone (1900)[166]
- Keystone (1914–1915)
- Keystone Six (1909–1910)
- Kiblinger (1907–1909)[161]
- Kidder (1899–1903)[27]
- Kimball Electric (1910–1912)[161]
- King (1896, 1911–1923)[8]
- King Midget (1947–1970)[167]
- King-Remick (1910)
- Kinnear (1913)[161]
- Kinner (custom cars after World War One)[168]
- Kirk (see also Yale)[169]
- Kissel (1906–1930)
- Kitto (1903–1911)
- Kleiber (1924–1929)[161]
- Kline Kar (1910–1923)[161]
- Klink (1907–1910)[161]
- Klock (1900–1901)[161]
- Klondike (1916–1920)
- Knickerbocker (1901–1903)[161]
- Knox (1900–1914)
- Kobusch (1906)
- Koehler (1910–1912)[161]
- Komet (1911)
- Konigslow (see Ottocar)[161]
- Koppin (1914)
- Kraft (1896, 1901)[27]
- Krastin (1902–1904)[135]
- K-R-I-T (or Krit) (1909–1915)
- Krueger (1905–1906) (see Eclipse)[161]
- Kunz (1902–1905)[170]
- Kurtis (1949–1950, 1954–1955)
- Kurtz-Automatic (1920–1925)[135]

## L
- Laconia (1914)[161]
- Lad's Car (1912–1914)
- LaFayette (1919–1924)[161]
- La Marne (1919–1921)[135]
- Lambert (1906–1917)
- Lancamobile (1900–1901)[161]
- Lane (1900–1911)[158]
- Lanpher (1906–1916)[161]

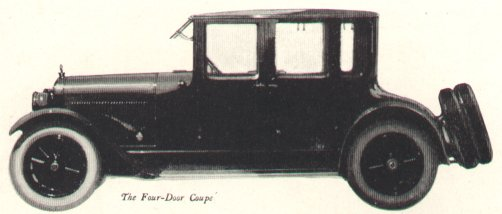
1921 LaFayette Four-Door Coupe

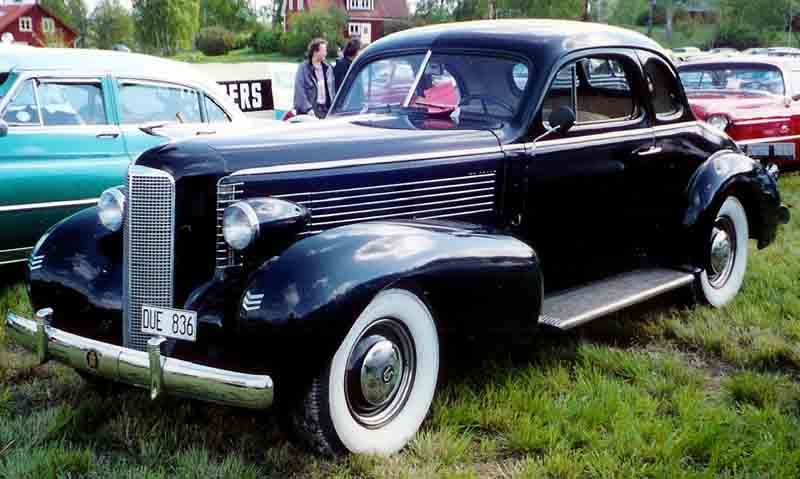
1938 La Salle Series Coupe

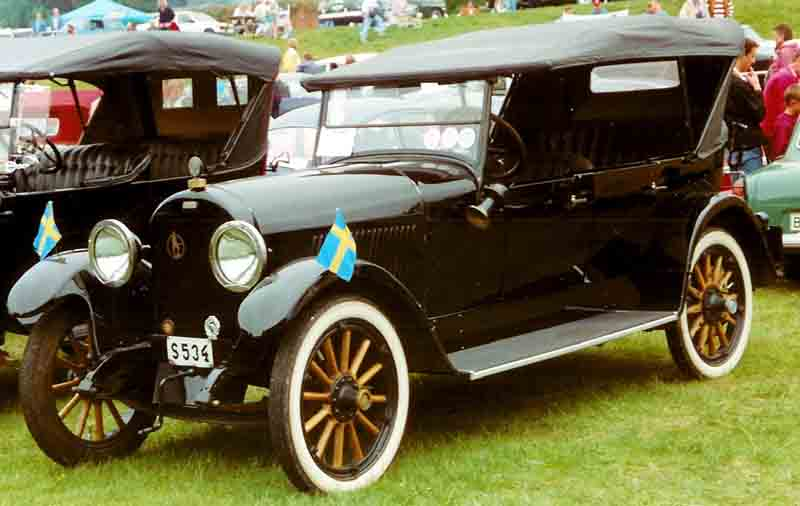
1919 Lexington Model R-19 Minute Man Six Touring 1919

- Lansden Electric (1901–1903, 1906–1910)[171]
- La Petite (1905)[161]
- Larchmont (1920)[161]
- Larsen (see Falcon)[161]
- LaSalle (1927–1940)
- La Salle-Niagara (1905–1906)[172]
- Laurel (1916–1920)[161]
- Lauth (1905; Lauth-Juergens 1908-1909)[161]
- La Vigne (1913–1914)
- Lawter (1909)
- LCE (1915–1916)[161]
- L&E (1924–1934)[161]
- Leach (1899–1901)[149]
- Leach-Biltwell (or Leach) (1920–1923)[161]
- Leader (1905–1912)[161]
- Lehr (1905–1908)[161]
- Lenawee (1903–1904)
- Lende (1902–1909)[161]
- Lenox (1911–1917)[161]
- Lenox Electric (see Maxim-Goodridge Electric)[161]
- Leon Rubay (1923)[135]
- Lescina (1916)[161]
- Lewis (1914–1916)[173]
- Lewis Electric (1893–1895)
- Lewis Motocycle (1895)[102][174]
- Lexington (1909–1927)
- Liberty (1916–1924)
- Light Steamer (1901–1902)[175][176]
- Light (1914)
- Lima (1915)[161]
- Lincoln (1908–1909)
- Lincoln (1912–1913)[177] (see also Sears Roebuck)
- Lincoln Highway (1914)
- Lindsley (1908–1909)[161]
- Lion (1909–1912)
- Liquid Air (1899–1902)
- Little (1911–1913)
- Little Detroit Speedster (1913–1914)
- Littlemac (1930–1932)[161]
- Little Princess (1913–1914)
- Locke (See Puritan)[27]
- Locomobile (1899–1929)
- Logan (1904–1908)[161]
- Logan (1914)
- Lomax (1913–1914)[161]
- Lone Star (1920–1922)
- Long Distance (1901–1903)
- Longest (1906)[161]
- Loomis (1900–1904)[27]
- Lord Baltimore (1913)
- Lorraine (1907–1908)
- Lorraine (1920–1921)
- Lorraine (1920–1922)[161]
- Los Angeles (1914)[161]
- Lowell-American (1908–1909)[161]
- Lozier (1900–1918)[178]
- L.P.C. (see Lewis)[161]
- Luck Utility (1911–1914)
- LuLu (1914–1915)
- Lutz Steamer (1898)[27]
- Luverne (1904–1917)
- Luxor (1924–1927)
- Lyman (1904)[161]
- Lyman-Burnham (1903–1905)[161]
- Lyon (1902)[27]
- Lyons-Knight (1913–1915)[27]

## M
- MacDonald (1920–1923)[161]
- Mackle-Thompson (1903)[161]
- Macomber (1913)[161]
- Macon (1915–1917)[161]
- Madison (1915–1919)[161]
- Magic (see Mondex-Magic)[161]
- Magnolia (1902–1903)[161]
- Mahoning (1904–1905)[161]
- Maibohm (1916–1922)[161]
- Mais (circa 1912)
- Majestic (several)
- Malcolm (1900)[161]

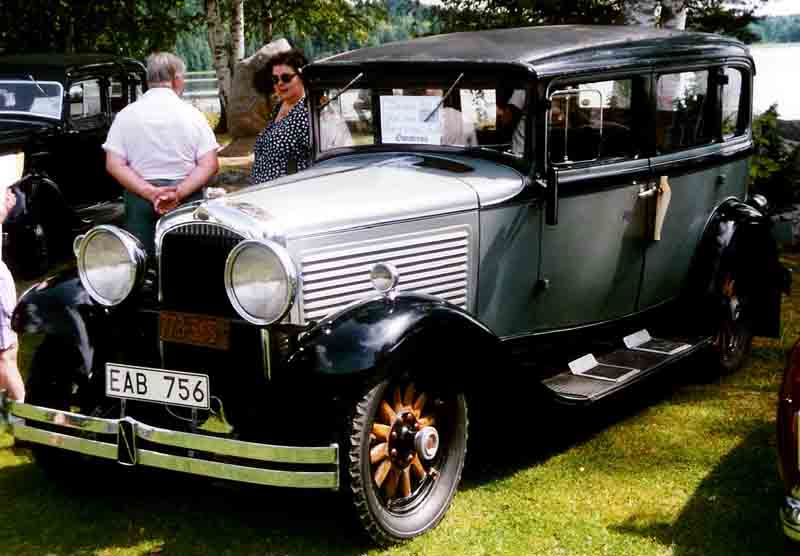
1929 Marmon Series 8-69 4-Door Sedan

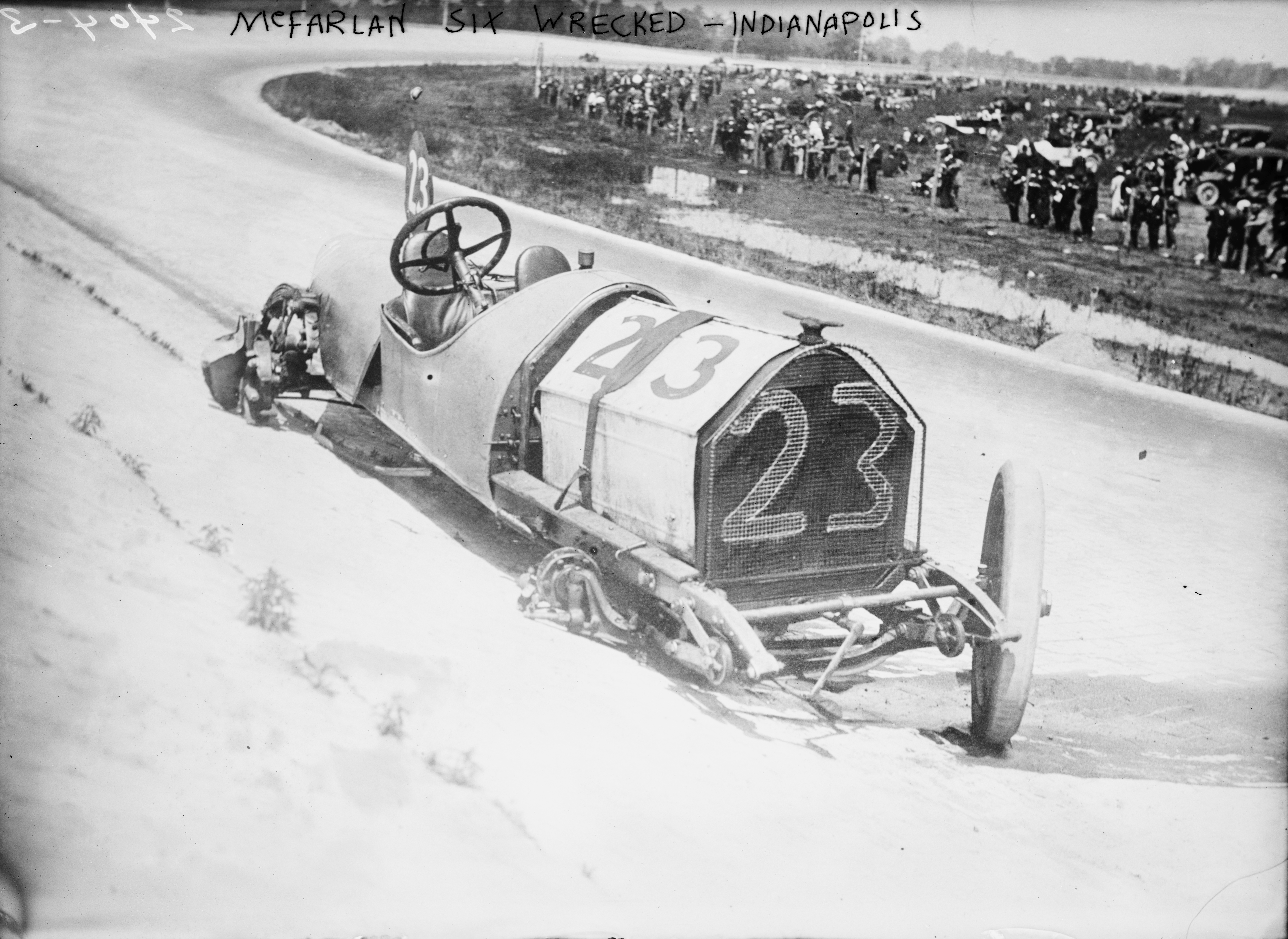
Driver Mel Marquette's wrecked McFarlan racing car at the 1912 Indianapolis 500

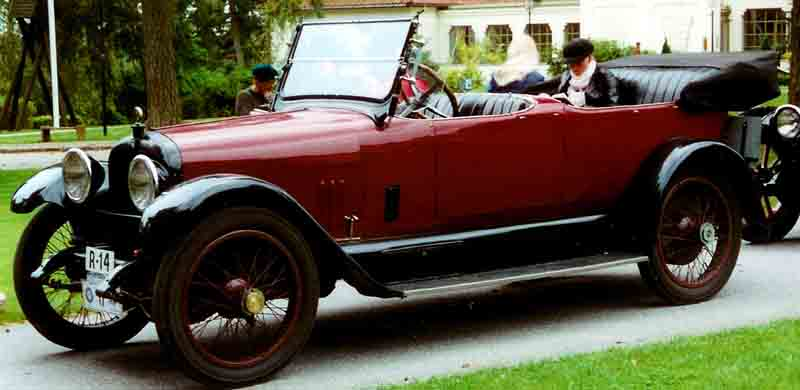
1916 Mercer 22/72 Touring

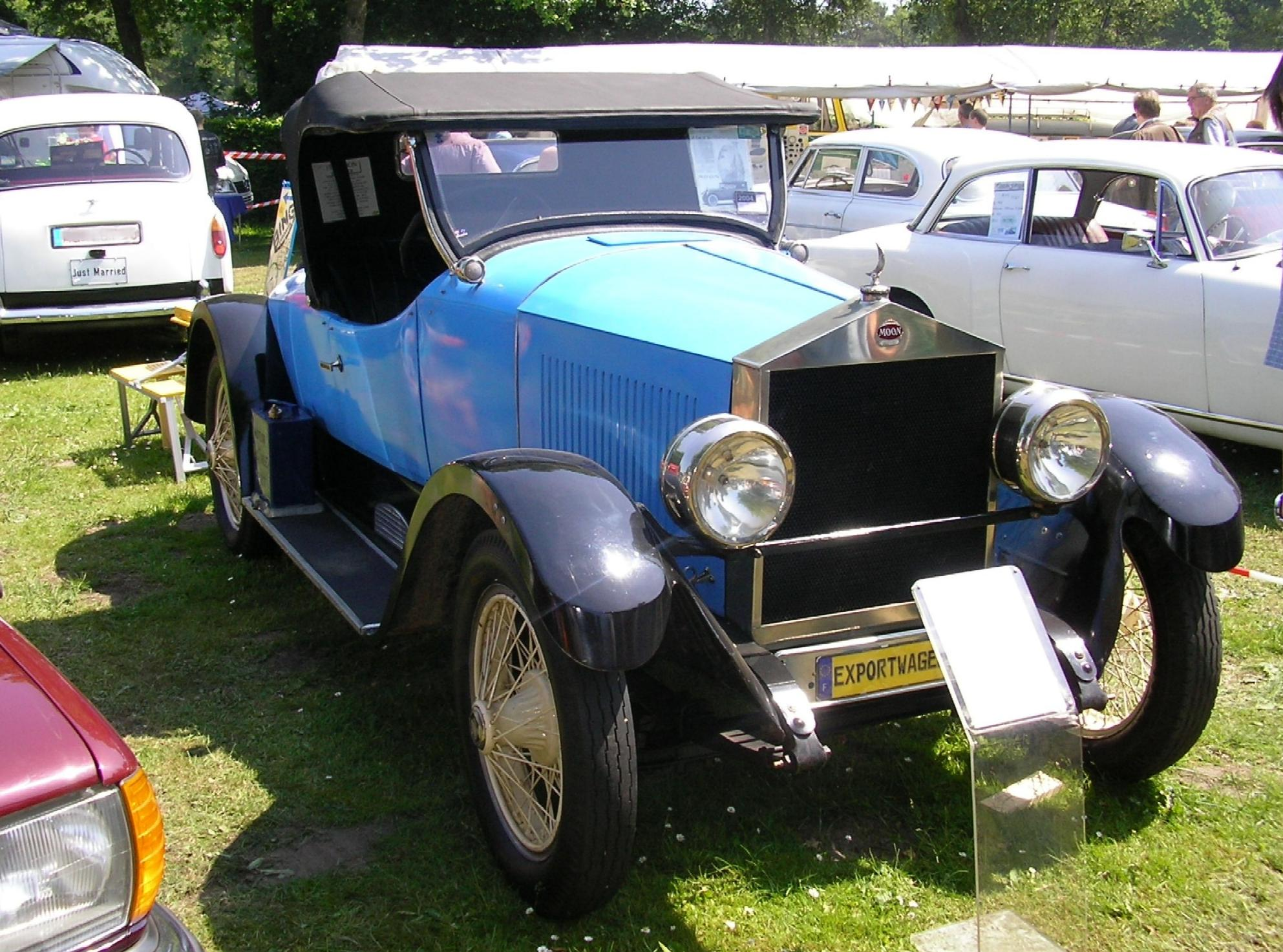
Moon Roadster 6-40

- Malcolm Jones (or Malcolm) (1914–1915)
- Malden Steam (1898, 1902)[179]
- Manexall (1920) (see also Cyclomobile)[161]
- Manistee (1902)[161]
- Maplebay (1907)[161]
- Marathon (1906–1914)
- Marble-Swift (1903–1905)
- Marion (1901)
- Marion (1904–1915; Marion-Handley 1916-1918)
- Marion Flyer (1910)
- Marmon (1902–1933)
- Mark Electric (1902)[161]
- Marlboro (1900–1903)[161]
- Marquette (1912)[180]
- Marquette (1930)
- Marr (1903–1904)
- Marron (see Marmon)
- Marsh (1899–1905)
- Marsh (1919–1921)[181]
- Marshall (1920–1922)
- Martin (1898–1900)[161]
- Martin (1910)
- Martin (1928–1932)
- Martin-Wasp (see Wasp)[161]
- Marvel (1907)
- Maryland Steamer (1900–1901)
- Maryland (1907–1910)
- Mason (1898–1899)[182]
- Mason (1906–1914)[183]
- Massillon (1909)[161]
- Master (1907)[184]
- Mather (1901)
- Matheson (1903–1912)
- Mathews (1912–1914)[161]
- Maxim Motor Tricycle (1895; Maxim-Goodridge Electric 1908)[161]
- Maxwell-Briscoe (1904–1913; Maxwell 1913-1925)
- Mayer (1899–1901)[161]
- Mayfair (1925)[161]
- Maytag (1910–1911)[185]
- M.B. (1908–1911)
- McCue (1909–1911)[186]
- McCullough (1899–1900)[161]
- McCurdy (1922)[161]
- McFarlan (1909–1928)
- McGill (1917)[161]
- McGill (1921–1922)
- McIntyre (1909–1915)[161]
- McKay Steamer (1899–1902)[27]
- Mead (1902–1907)[161]
- Mecca (1915–1916)[161]
- Med-Bow (see Springfield)[161]
- Media (1899–1900)[161]
- Melbourne (1904)[8]
- Mel Special (1918–1924)[161]
- Menges (1907)[161]
- Menominee Electric (1915)
- Mercer (1909–1919)
- Mercury (1913–1914)[161]
- Mercury (1918–1920)
- Mercury Steamer (1923)[187]
- Merit (1921–1922)[135]
- Merkel (1905–1907)[188]
- Merz (1914)[161]
- Meteor (1900–1901)
- Meteor (1902–1903)[189]
- Meteor (1904–1905)[190]
- Meteor (1908–1910)
- Meteor (1915–1930)
- Meteor (1919–1922)
- Metropol (1913–1914)[161]
- Metropolitan (1922–1923)[191]
- Metz (1909–1921)[192]
- Metzger (see Everitt)[161]
- Michigan Steamer (1901)[42]
- Michigan (1903–1908)
- Michigan (1908–1914)
- Middleby (1909–1913)[161]
- Midgley (1901–1905)[161]
- Midland (1908–1913)[193]
- Midwest (see Highlander)[161]
- Mier (1908–1909)[161]
- Milac (1916)[161]
- Milburn Electric (1915–1923)[161]
- Miller (1911–1914)
- Mills (1876)[27]
- Mills (1895)
- Mills Electric (1917)
- Milwaukee Steamer (1900–1902)[179]
- Minneapolis (see Colby)[161]
- Mino (1914)[161]
- Mitchell (1903–1923)[194]
- Mitchell-Lewis (see Mitchell)[161]
- Mobile (1900–1903)[179]
- Model (1903–1907)[195]
- Modoc (1912–1914)[161]
- Mohawk (1903–1905)[161]
- Moline (see Stephens or Illinois)[196]
- Moline (1904–1913; Moline-Knight 1914-1919)
- Moller (1920–1922)[161]
- Monarch (1905–1908)
- Monarch (1906)[135]
- Monarch (1907–1909)
- Monarch (1914–1917)
- Moncrief Steamer (1901)[161]
- Mondex-Magic (1914–1915)[161]
- Monitor (1909–1911)
- Monitor (1915–1922)[161]
- Monroe (1914–1923)[8]
- Moody (1903–1905)[161]
- Mooers (1900–1901, 1911)[161]
- Moon (1905–1930)
- Moore (1902–1903)[181]
- Moore (1906–1907)
- Moore (1916–1920)
- Mora (1906–1911)[197]
- Morgan (1897)
- Morgan (1900–1902)[198]
- Morgan (1913)
- Morris & Salom (1895–1897)
- Morrison Electric (1888–1895)
- Morriss-London (1919–1923)[161]
- Mors (see American Mors)
- Morse (1902)[199]
- Morse (1905–1906)
- Morse (1910–1916)
- Morse (1914–1916)
- Motor Bob (1914)
- Motorette (1911–1914)[161]
- Moyea (1903–1904)[161]
- Moyer (1911–1915)[161]
- M.P.M. (1914–1915)[161]
- Mueller (1896–1899; also Mueller-Benz)[200]
- Mulford (1915, 1922)[161]
- Multiplex (1912–1913)[161]
- Muncie (see Warner)[161]
- Muntz (1950–1954)[201]
- Murdaugh (1901–1903)[161]
- Murray (1902–1903)
- Murray (1916–1921; Murray-Mac 1921-1929)[161]
- Mutual (1905)[161]

## N
- Nance (1911)[161]
- Napoleon (1916–1919)[202]
- Nash (1917–1957)
- Nash-Healey (1951–1954)
- National (1900–1924)
- National (1900–1905)[203]
- Neilson (see Nielson)[161]
- Nelson (1905)[161]
- Nelson (1917–1921)[161]

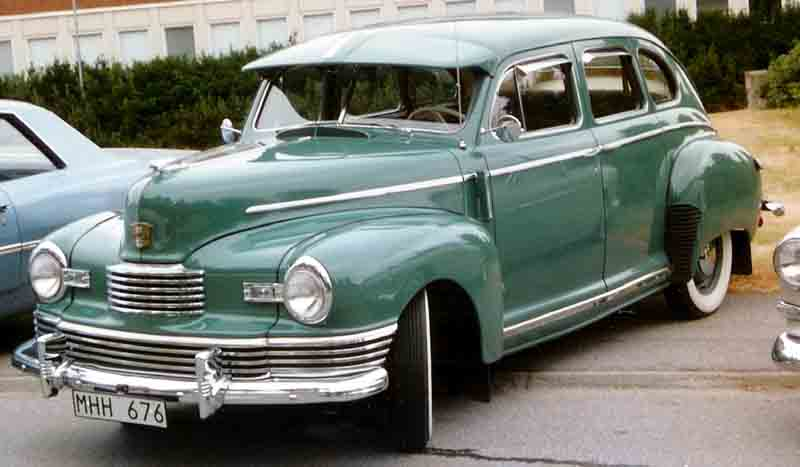
1946 Nash 4-Door Sedan

- Neustadt-Perry or Neustadt (1901–1908, 1915)[161]
- Newark (1924)[161]
- New England Electric (1899–1901)
- New England Steamer (1898–1899)[179]
- New Era (1901–1902)[161]
- New Era (1916)
- New Era (1933–1934)[204]
- New Home (1899–1901)[161]
- New York (1900–1901)[8]
- New York (1907)
- New York Six (1927–1928)
- Niagara (1900–1902)
- Niagara (1903–1905)[205]
- Niagara Four (1915–1916)
- Nichols Shepard (1910–1911)[161]
- Nielson (1906–1907)[206]
- Noble (1902)[135]
- Noma (1919–1923)[161]
- Northern (1902–1908)
- Northway (1921–1922)[161]
- North Western or Northwestern (see Haase or Logan)[161]
- Norton (1901–1902)[207]
- Norwalk (1910–1922)[161]
- Novara (1917)[161]
- Nu-Klea (1959–1960)
- Nyberg (1911–1914)

## O
- Oakland (1907–1931)
- Oakman-Hertel (see Hertel)[208]
- Obertine (1915)[208]
- Ogren (1915–1917, 1919–1923)[209]
- Ohio (1900–1902) (see Packard)[210]
- Ohio (1909–1912)
- Ohio Electric (1910–1918)[211]
- Ohio Falls (see Pilgrim)[208]
- Okey (1896–1907)[208]
- Oldfield (1917–22)[212]
- Oldsmobile (1897–2004)
- Oliver (1905)
- Olympian (1917–1921)
- Omaha (1899)[208]
- Omaha (1912–1913)
- Omar (see Browniekar)[208]
- Only (1909–1913)[208]
- Orient (1899–1908)
- Orlo (1904)
- Ormond Steamer (1904–1905)[179]
- Orson (1910–1912)[208]
- O-S (1914–1915)
- Otto (1910–1911; Ottomobile 1912)[208]
- Otto-Kar or Ottokar (1902–1904)[213]
- Otto-mobile (1899)[208]
- Overholt (see Illinois)[179]
- Overland (1903–1926, 1939)

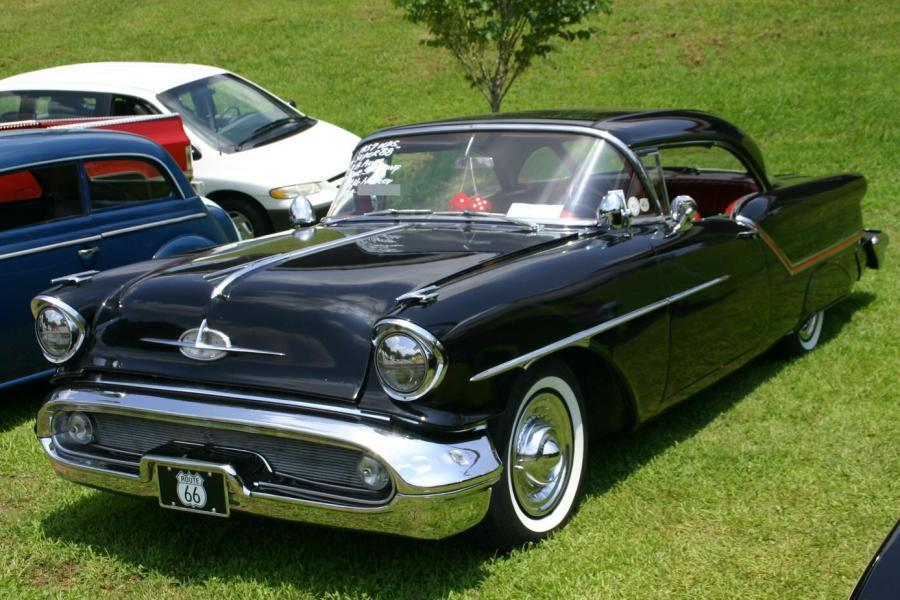
1957 Oldsmobile Super 88

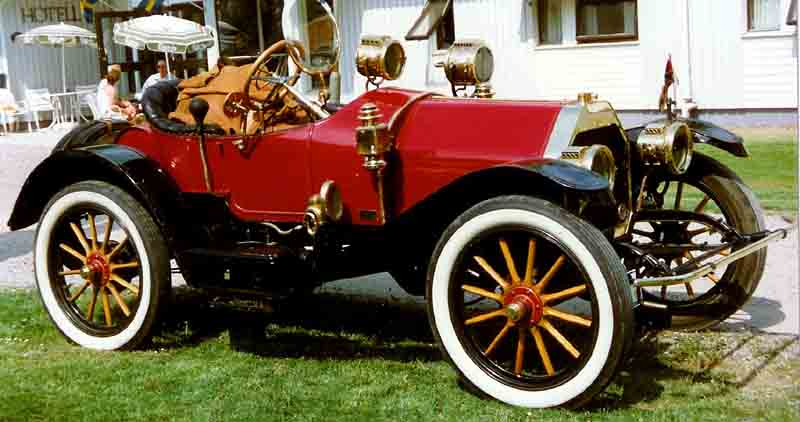
1910 Overland Model 38 Roadster

- Overman (1895–1898, see also Victor Steamer)[214]
- O-We-Go (1914)
- Owen (1899–1901)[215]
- Owen (1910–1911)
- Owen Magnetic (1915–1922)
- Owen Schoeneck (see O-S)[208]
- Owen Thomas (1908–1910)[208]
- Oxford (1900)[179]
- Oxford (1905)

## P
- Pacific (1900–1901)
- Pacific (1900–1904)[208]
- Pacific Special (1911–1913)
- Packard (1895–1898)[216]
- Packard (1899–1958)
- Paco (1908–1909)

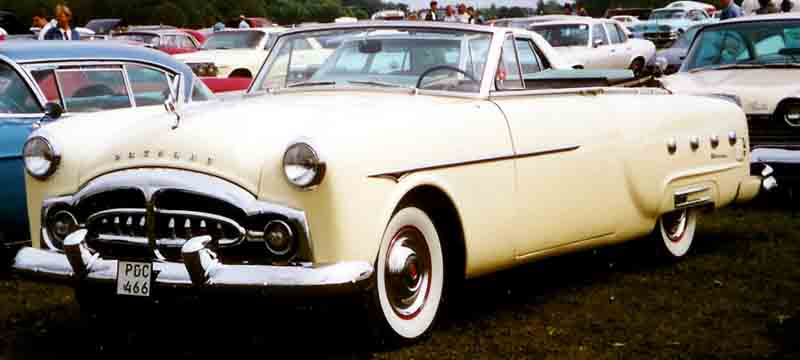
1951 Packard 250 convertible

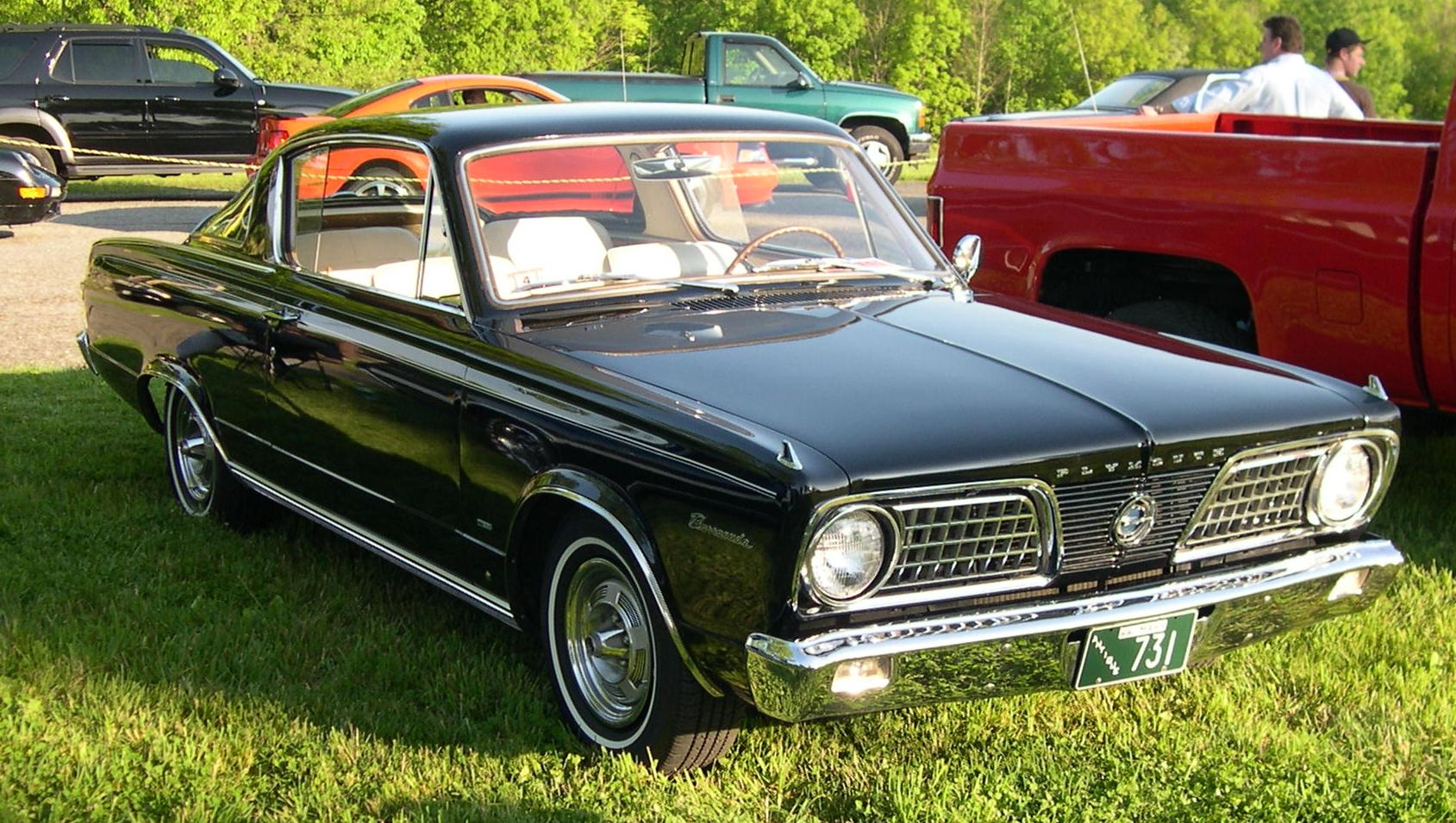
1966 Plymouth Barracuda

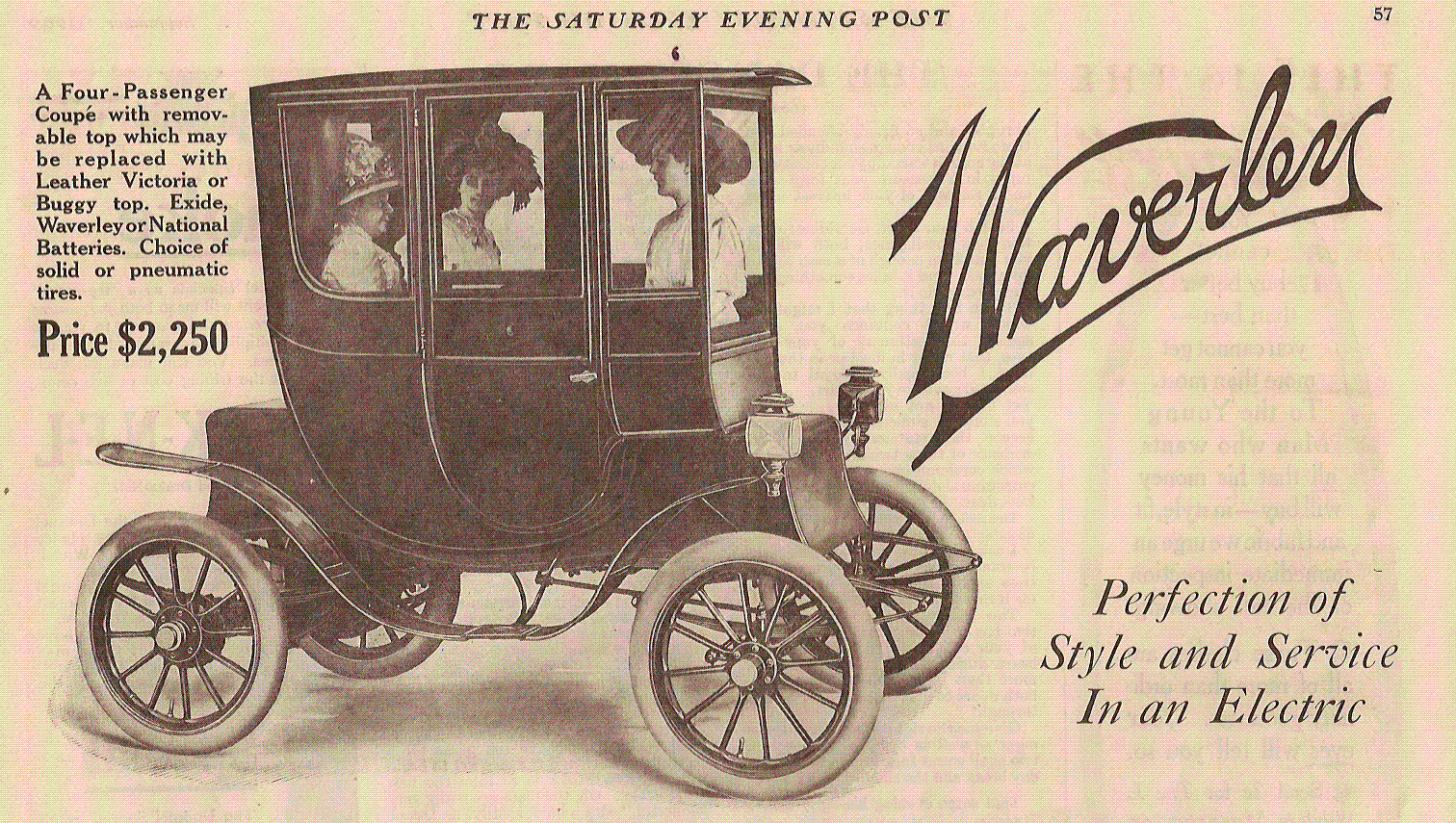
1910 Pope-Waverley coupe

- Paige-Detroit (1908–1911; Paige 1911-1928; Graham-Paige 1928-1930)
- Page (1906–1908)
- Page (1907–1909)[208]
- Page-Toledo (see Page)[208]
- Palmer (1905–1906)[135]
- Palmer-Singer (1908–1914)[208]
- Pan (1919–1921)[208]
- Pan-Am (or Panam) (1902–1903)[208]
- Pan-American (1917–1922)[208]
- Panther (1909)[217]
- Paragon (1906)[208]
- Paragon (1920–1921)
- Parenti (1920–1922)[208]
- Parry (1910; New Parry 1911-1912)[218]
- Parsons Electric (1905–1906)[135]
- Partin (1913; Partin-Palmer 1913-1917)[219]
- Paterson (1909–1923)
- Pathfinder (1912–1917)[208]
- Patterson-Greenfield (1916–1919)[208]
- Pawtucket (1901–1902)[179]
- Paxon (1911)[135]
- Payne-Modern (1907–1908)[208]
- Peabody (1907)
- Peerless (1900–1933)
- Peerless Steam (1901)[220]
- Pence (circa 1905)[221]
- Peninsular (ver Marquette)[220]
- Penn (1901)[222]
- Penn (1908)[222]
- Penn (1910–1913)[222]
- Pennant (1924–1925)
- Pennington (1894–1900)[223]
- Pennsy (1916–1918)[208]
- Pennsylvania (1907–1911)[8]
- People's (1900–1902)[224]
- Perfection (1907–1908)[208]
- Perfex (1912–1913)[208]
- P.E.T. or Pet (1913–1914)[88]
- Peter Pan (1914–1915)[88]
- Peters-Walton (1915; Peters Tricar 1916)
- Petrel (1909–1912)[225]
- Phelps (1903–1905)
- Phianna (1917–1922)[208]
- Phipps-Grinnell (1911; Phipps Electric 1912)[208]
- Phoenix (1900–1901)[135]
- Pickard (1909–1912)[208]
- Piedmont (1917–1922)
- Pierce-Arrow (1900–1938)
- Pierce-Racine (1904–1911)[170]
- Piggins (1908–1910)
- Pilgrim (1911)
- Pilgrim (1913–1914)
- Pilgrim (1915–1918)
- Pilliod (1915–1916)[208]
- Pilot (1909–1924)[208]
- Pioneer (1907–1912)[208]
- Pioneer (1914)
- Piskorski (1901)[208]
- Pittsburgh Six (1908–1911)
- Planche (see Roebling-Planche)[208]
- Plass (1897)
- Playboy (1947–1951)
- Plymouth (1910)[208]
- Plymouth (1928–2001)[208]
- Pneumobile (1914–1915)[208]
- Pomeroy (1902)
- Pomeroy (1920–1924)[226]
- Ponder (see Bour-Davis)[208]
- Pontiac (1907–1908)[227]
- Pontiac (1926–2010)
- Pope-Hartford (1904–1914)[208]
- Pope-Robinson (1903–1904)
- Pope-Toledo (1903–1909)
- Pope-Tribune (1904–1908)[208]
- Pope-Waverley (1903–1908)
- Poppy or Poppy-Car (1917)[228]
- Port Huron (see Havers)[208]
- Porter (1900–1901)[229]
- Porter (1919–1922)[230]
- Portland (1914)[208]
- Postal (1906–1908)[208]
- Powell (1930s-1960s)
- Powell (1955–1956)[231]
- Power-Car (1909–1911)[208]
- Pratt-Elkhart (1909–1911; Pratt 1911-1915)[208]
- Premier (1902–1926)
- Premocar (1920–1923)[208]
- Prescott (1901–1905)[179]
- Pridemore (1914)[208]
- Primo (1910–1912)[208]
- Princess (1914–1918)[208]
- Prospect (1902, 1907–1908)[208]
- Pullman (1905–1917)[8]
- Pungs Finch (1904–1910)
- Puritan (1902–1905)[27]
- Puritan (1913–1914)

## Q
- Queen (1904–1907)
- Quick (1899–1900)
- Quinby (1899)

## R
- R.A.C. (1910–1911)
- Rae Electric (1905)[135]
- Railsbach (1914)[208]
- Rainier (1905–1911)[208]
- Raleigh (1921–1922)[208]
- Rambler (1900–1914)
- Rambler (1958–1969)
- Randall (1905)[208]
- Randall (1902–1903)[232]
- Randall Three-Wheeler (1903–1905)
- Ranger (1907–1910)[233]
- Ranger (1920–1922)
- Rapid (1903)[208]
- Rauch & Lang (1905–1932)[234]
- Raulang (see Rauch & Lang)[208]
- Rayfield (1911–1915)
- R.C.H. (1912–1915)[208]
- Read (1913–1914)[235]
- Reading (1910–1913)[236]
- Reading Steamer (1901–1903)[27]

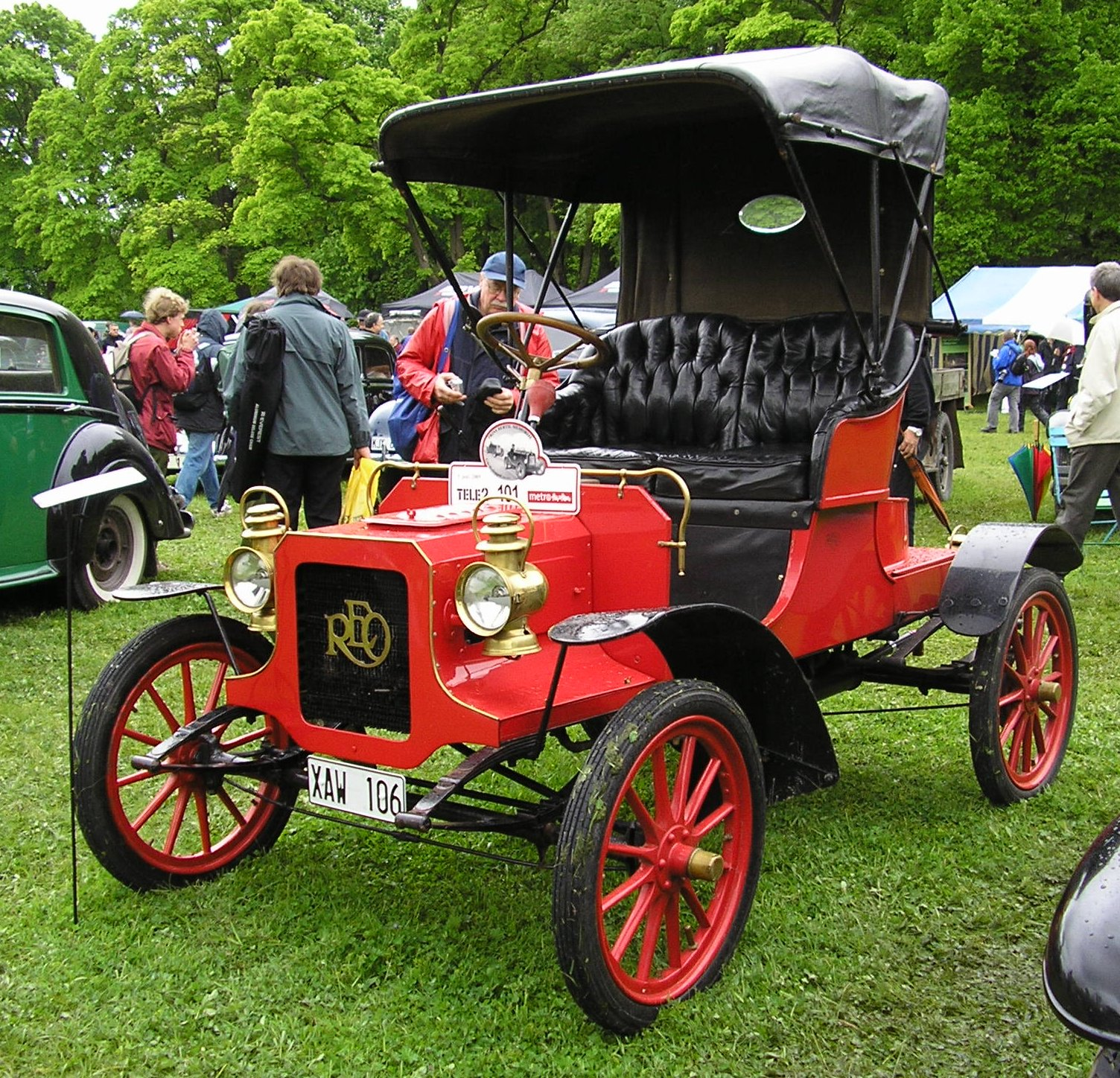
1906 REO Runabout

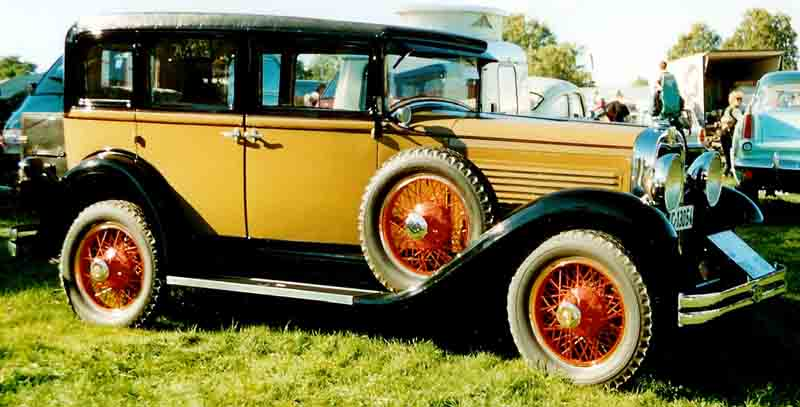
1929 Roosevelt 4-Door Sedan

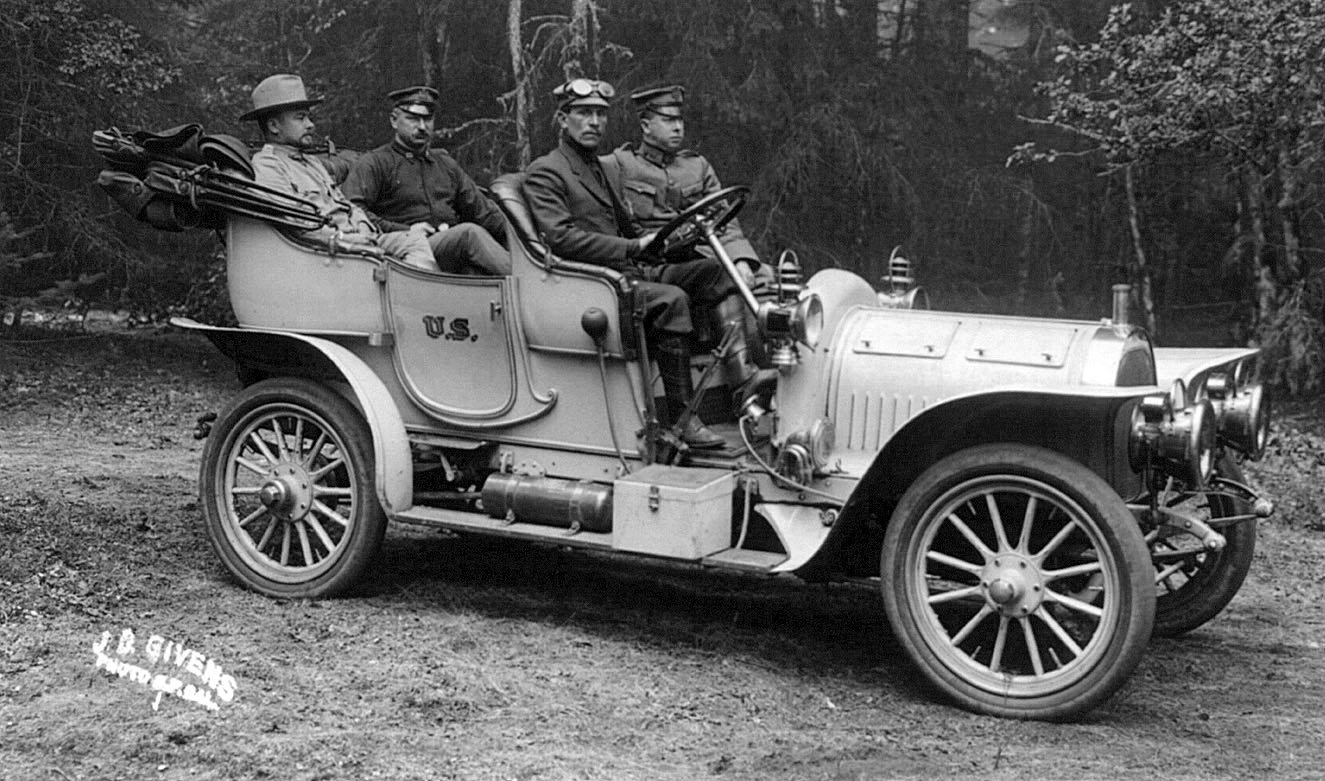
A Royal Tourist of the US Army.

- Real Cyclecar (1914; Real Light Car 1914-1915)[208]
- Reber (1902–1903)
- Red Bug (1924–1930)[237]
- Red Jacket (1904–1905)[208]
- Reed (see Massillon)
- Rees (1921)[208]
- Reeves (1896–1898, 1905–1912)[238]
- Regal (1908–1918)[208]
- Regas (1903–1905)[208]
- Reinertson (1902)[208]
- Reliable Dayton (1906–1909)[208]
- Reliance (1904–1906)[208]
- Remal-Vincent (1923)[239]
- Remington (1895, 1900–1904)[240]
- Remington (1910–1913)
- Remington (1914–1916)
- REO (or Reo) (1905–1975)
- Republic (1910–1916)[208]
- ReVere (1918–1926)[208]
- Rex (1914)[208]
- Rhodes (circa 1905)[208]
- RiChard (1914–1919)[241]
- Richelieu (1922–1923)[208]
- Richmond (1902–1903)
- Richmond (1904–1917)[208]
- Rickenbacker (1922–1927)
- Ricketts (1909–1911)[208]
- Riddle (1916–1926)[208]
- Rider-Lewis (1908–1911)[208]
- Riker Electric (1897–1902)[208]
- Riley & Cowley (1902)[208]
- Ripper (1903)[208]
- Ritz (1914–1915)[208]
- Riviera (1907)[208]
- R-O (see Owen)[208]
- Roader (1911–1912)[208]
- Roamer (1916–1929)[208]
- Robe (1914–1915)[28]
- Robie (1914)[208]
- Robinson (1900–1902)[208]
- Robson (1909)[208]
- Roche (1924–1925)[208]
- Rochester (1901)[242]
- Rochester (1901–1902)
- Rockaway (1902–1903)
- Rockaway (1903–1904)
- Rocket (1903)[208]
- Rock Falls (1919–1925)[208]
- Rockne (1932–1933)[208]
- Rockway (1910–1911)[208]
- Rockwell (1910–1911)[208]
- Rodgers (1921)[243]
- Roebling-Planche (1909)[208]
- Rogers (1899–1900) (see also Steamobile)[239]
- Rogers (1911–1912)[244]
- Rogers & Hanford (1899–1902)[135]
- Rogers & Thatcher (1903)[135]
- Rollin (1924–1927)[135]
- Rolls-Royce (1921–1935)[208][245]
- Roman (1909)[208]
- Romer (1921)[208]
- Roosevelt (1929–1930)
- Roper (1860–1896)[208]
- Ross Steamer (1905–1909)
- Ross (1915–1918)
- Rotary (1903–1905)
- Rotary (1921–1923)[208]
- Rovena (1926)[246]
- Royal Electric (1904–1905;  Royal Princess 1904-1905)[247]
- Royal Tourist (1904–1911)[135]
- Rubay (see Leon Rubay)[208]
- Rugby (1920s)
- Rushmobile (see Brecht)[208]
- Russell (1903–1904)[135]
- Rutenber (1902)
- Ruxton (1929–1930)
- R&V Knight (1920–1924)[208]

## S
- Saginaw (1914)[208]
- Salisbury (1895)[102][248]
- Salter (1909–1915)[208]
- Salvador (1914; S-J-R 1915-1916)[208]
- Sampson (1904, 1911)
- Sandusky (1902–1904)[208]
- Santos Dumont (1902–1904)[249]
- Saturn (1990–2009)
- Savage (1914)[208]
- Saxon (1913–1923)
- Sayers (1917–1924)[208]
- Schacht (1904–1913)
- Schaum (1901–1905)
- Schoening (1895)[101][102]
- Scott (1900–1901, 1903)[208]
- Scott (1901–1904)
- Scott (1902–1903)
- Scott (1908)
- Scott-Newcomb (1920–1921)[27]
- Scripps-Booth (1913–1923)
- Seagrave (1914)[250]
- Searchmont (1900–1903)[251][252]

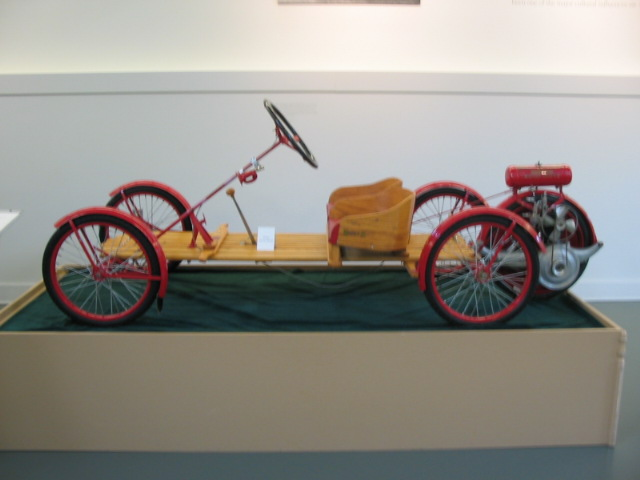
The Smith Flyer

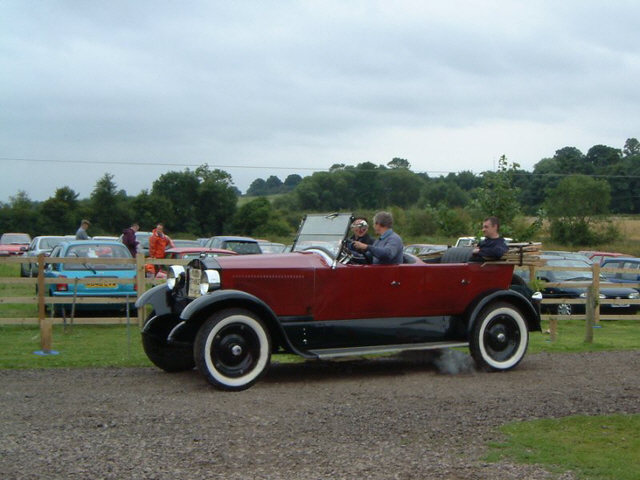
1923 Stanley Steam Car

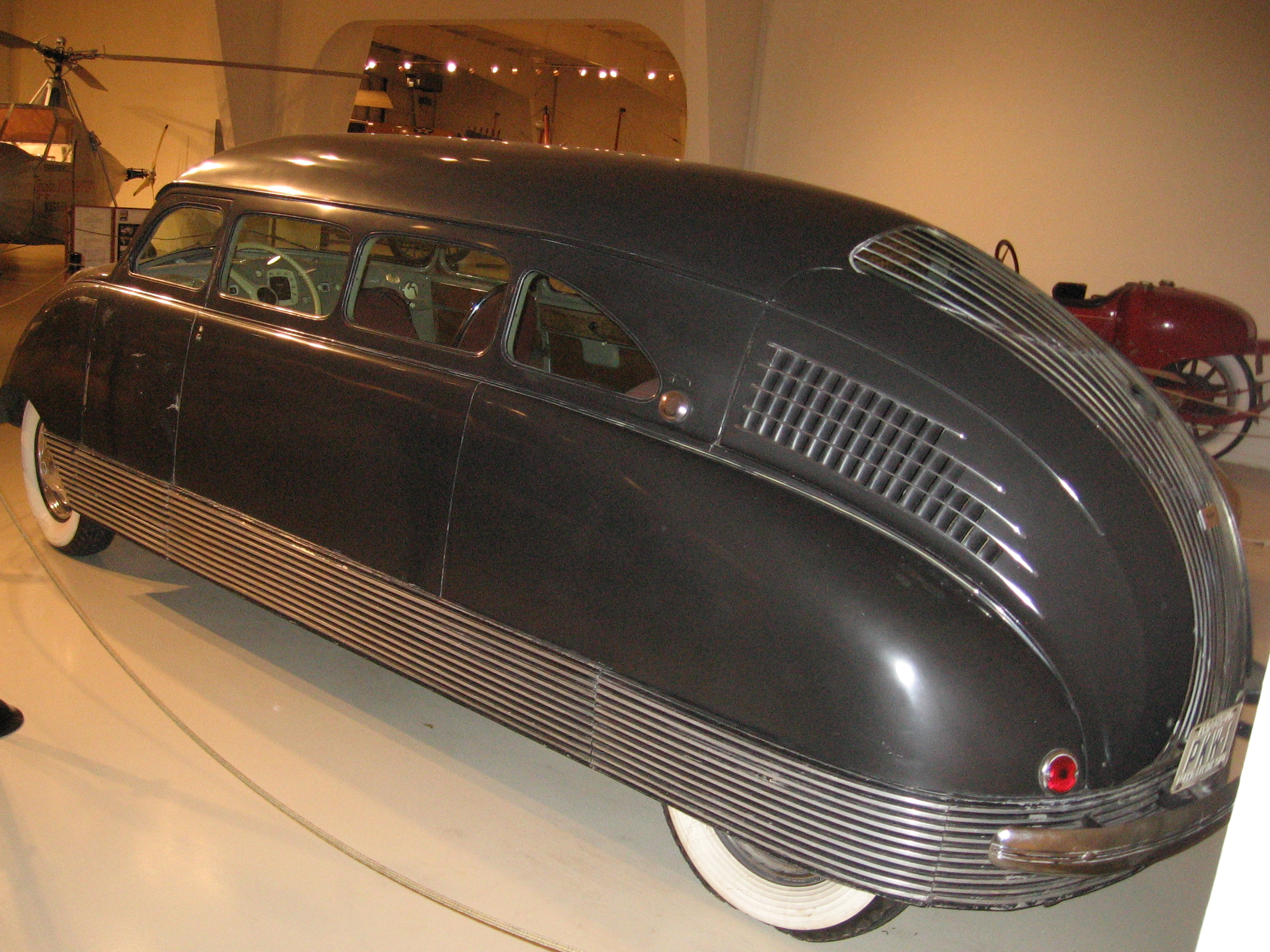
1935 Stout Scarab at Owls Head Transportation Museum (Owls Head, Maine)

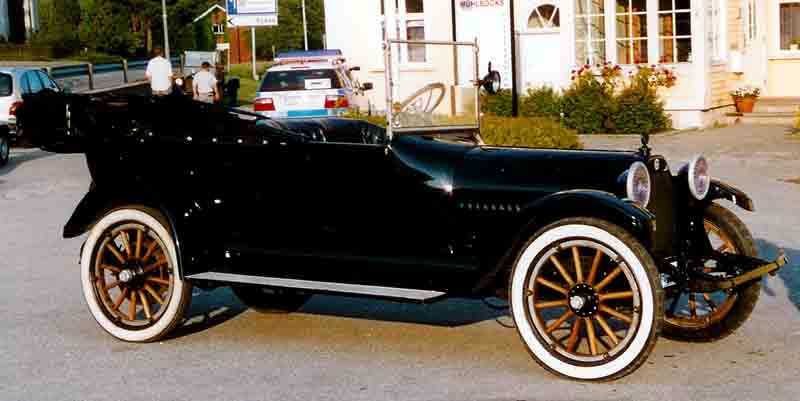
1916 Studebaker Touring

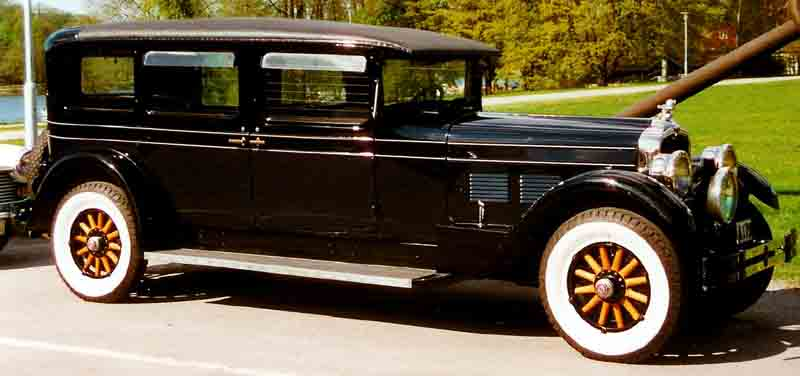
1927 Stutz Vertical Eight AA Limousine

- Searchmont (1900–1902; Fournier-Searchmont 1902-1903)[118]
- Sears (1905–1915)[253]
- Sebring (1910–1912)[254]
- Sekine (1923)[208]
- Selden (1907–1914)
- Sellers (1909–1912)[208]
- Senator (1907–1910)
- Senator (1912)[208]
- Seneca (1917–1924)[208]
- Serpentina (1915)[208]
- Serrifile (1921–1922)[208]
- Seven Little Buffaloes (1909)[255]
- Severin (1920–1921)[208]
- S.G.V. (1911–1915)[208]
- Shad-Wyck (1917–1923)
- Shain (see Rockaway)[208]
- Sharon (1915)[208]
- Sharp (1908–1910)[256]
- Shaum (see Schaum)[208]
- Shaw (1920–1921)
- Shawmobile (1908–1930)
- Shawmut (1906–1908)[208]
- Shelby (1903)[208]
- Sheridan (1920–1921)[208]
- Shoemaker (1906–1908)[208]
- Sibley (1910–1911)[208]
- Sibley-Curtiss (1911–1912)[208]
- Signet (see Fenton)[208]
- Silent-Knight (1905–1907)[208]
- Silent Sioux (see Fawick Flyer)[208]
- Silver (1914–1919)
- Silver-Knight (Silver model)[208]
- Simms (1920)[208]
- Simplex (1907–1919)[208]
- Simplicity (1907–1911)[208]
- Simplicity SIx (1920)
- Simplo (1908–1909)
- Simonds (1893)[27]
- Sinclair-Scott (1904-circa 1907)
- Singer (1914–1920)[208]
- Single Center (1906–1908)
- Sintz (1899–1904)
- Skelton (1920–1922)[208]
- Skene (1900–1901)
- Skorpion (1952–1954)[12]
- S&M (1913)[208]
- S&M Simplex (1904–1907)
- Smith (1902–1917; Great Smith 1907-1911)
- Smith & Mabley (see S&M Simplex)[208]
- Smith Flyer (1915–1919)
- S-N (see Scott-Newcomb)[208]
- Snyder (1900)
- Snyder (1908–1909)[208]
- Snyder (1914)
- Sommer (1904–1905)[208]
- Sommer (1910–1911)
- South Bend (1913–1914)
- Southern (1906–1908)[208]
- Southern Six (1920)
- Sovereign (1906–1907)[208]
- Spacke (1919)[257]
- Spartan (1910)[257]
- Spaulding (1902–1903)
- Spaulding (1910–1916)[257]
- Special (1904)[257]
- Speedway (1904–1905)[257]
- Speedwell (1907–1914)
- Spencer (1914)
- Spencer (1921–1922)[258]
- Spencer (1923)
- Spencer Steamer (1862, 1901–1902)[259]
- Sperry Electric (1898–1901)
- Sphynx (or Sphinx) (1914–1916)[257]
- Spoerer (1908–1914)[257]
- Springer (1903–1905)[257]
- Springfield (1900–1901)[27]
- Springfield (1907–1910)
- Sprite (1914)[257]
- Squier (1899)[27]
- S.R.K. (1915)
- S & S (1924–1929)
- S.S.E. (1914–1917)[257]
- Stafford (1908–1915)[257]
- Stammobile (1900–1901)[257]
- Standard (1904–1908)
- Standard (1912–1923)
- Standard Six (1909–1910)
- Standard 8 (see Standard)[257]
- Standard Electrique (or Standard Electric) (1911–1915)[257]
- Standard Steam Car (1920–1921)[260]
- Stanley (1907–1910)[261]
- Stanley (1910–1911)
- Stanley Steam Car (1906)[261]
- Stanley Steamer (1897–1927)
- Stanley Whitney (1899) (see McKay Steamer)[257]
- Stanton (1900–1901)[27]
- Stanwood (1920–1922)
- Star (1902–1904)
- Star (1907–1908)
- Star (1908–1909)[257]
- Star (1922–1928)[257]
- Starin (1903–1904)[257]
- States (1916–1918)[257]
- Static Super (1923)[257]
- Staver (1907–1914)
- Steamobile (1900–1902)
- Stearns (1898–1911; Stearns-Knight 1912-1929)
- Stearns Electric (1899–1900; Stearns Steamer 1901-1903)[262]
- Steco (1914)[257]
- Steel Swallow (1907–1908)[257]
- Steinhart Jensen (1908)[257]
- Steinmetz Electric (1922–1923)[257]
- Stephens (1917–1924)[257]
- Sterling (1909–1911)[263]
- Sterling (1915–1916)[264]
- Sterling-Knight (1920–1926)[257]
- Sterling-New York (1916)
- Stevens-Duryea (1901–1915,1919–1927)
- Stewart Business Wagon (1895)[102][265]
- Stewart-Coats (1922)
- Stickney Motorette (1914)[257]
- Stilson (1907–1909)[257]
- St. Joe (1908)[257]
- St. Louis (1899–1907)[257]
- Stoddard-Dayton (1904–1913)
- Storck Steamer (1901–1902)[27]
- Storms Electric (1915)[257]
- Stout Scarab (1932–1946)
- Strathmore (1899–1901)[27]
- Stratton (1909)[257]
- Stratton-Bliss (1922)
- Streator (see Halladay)[266]
- Stringer (1899–1902)[27]
- Strobel & Martin (see S&M)[257]
- Strong & Rogers Electric (1900–1901)[135]
- Strouse (see S.R.K.)[27]
- Studebaker (1902–1966)
- Studebaker-Garford (1903–1911)[27]
- Studillac (1953–1955)[267]
- Sturges Electric (see Morrison Electric)[268]
- Sturtevant (1905–1907)[27]
- Stutz (1911–1935)
- Stutz (1968–1987)
- Stuyvesant (1911–1912)[135]
- Suburban (1911–1912)[269]
- Sultan (1908–1912)[257]
- Summit (1907–1909)[270]
- Success (1906–1909)[271]
- Sun (1916–1917)
- Sun (1921–1922)
- Sunset (1900–1913)[257]
- Super-Steamer (1918–1919)[27]
- Superior (1902)[257]
- Superior (1914)[257]
- Supreme (1917–1922)[257]
- Synnestvedt Electric (1904–1905)[257]
- Syracuse (1899–1903)[257]

## T
- Tarkington (1922–1923)[257]
- Taunton (1901–1903)[27]
- Taunton (1904–1905)
- Templar (1917–1924)[272]
- Templeton-Dubrie (1910)[257]
- Terraplane (1932–1939)

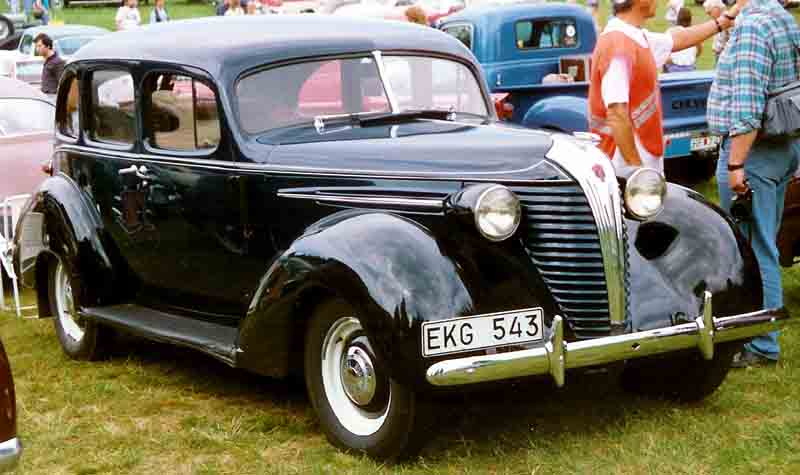
1938 Terraplane sedan.

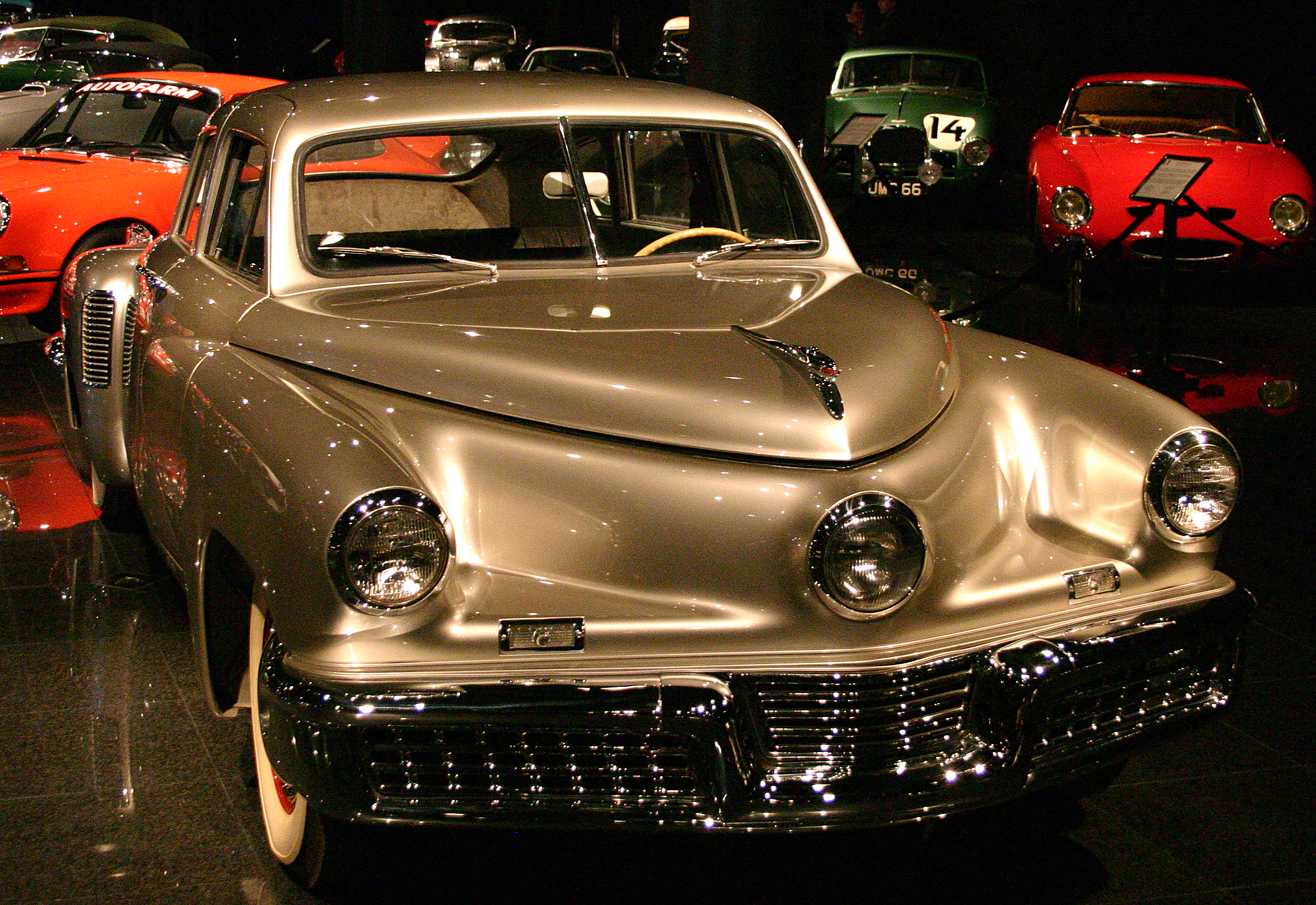
A 1948 Tucker Sedan at the Blackhawk Auto Museum.

- Terwilliger (see Empire Steamer (1904))[27]
- Tex (1915)[257]
- Texan (1920–1922)[273]
- Texas (1902)[273]
- Texmobile (1920–1921)[257]
- Thomas (1902–1919)
- Thomas-Detroit (1906–1908)[257]
- Thompson (1901–1907)[27]
- Thompson Electric (1901)
- Thomson (1900–1903)
- Thorobred (1901)[257]
- Thresher Electric (1900)[257]
- Tiffany Electric (1913–1914)[257]
- Tiger (1914–1915)[257]
- Tincher (1903–1909)
- Tinkham (1898–1899)[257]
- Toledo (1901–1903)[274]
- Tonawanda (see Towanda Electric)[257]
- Torbensen (1902–1906)[257]
- Towanda Electric (1902–1904)
- Touraine (1912–1916)[257]
- Tourist (1902–1910)[257]
- Tractmobile (1900–1902)[27]
- Trask-Detroit (1922–1923)[27]
- Traveler (1907–1908)[257]
- Traveler (1910–1911)
- Traveler (1913–1914)
- Traveler (1924–1925)
- Trebert (1907–1908)[257]
- Tribune (1913)[257]
- Tribune (1917)
- Tricolet (1904–1906)
- Trimoto (or Tri-Motor) (1900–1901)[257]
- Trinity Steamer (see Keene Steamobile)[27]
- Triumph Electric (1900–1901)
- Triumph (1907–1912)[275]
- Trumbull (1914–1915)[257]
- Tucker (1946–1949)
- Tucker-Miller (1935)[276]
- Tulsa (1918–1922)[257]
- Twin City (1914)[257]
- Twombly (1910–1911)
- Twombly (1913–1915)
- Twyford (1899–1902, 1904–1907)[257]

## U
- US Automobile (1899–1901)
- Union (1902–1905)
- Union (1908–1909)
- Union (1916)
- United (1914)
- United (1919–1920)[257]
- United States (1899–1903)[257]
- United States Long Distance (see Long Distance)[257]
- Unito (1908–1910)[135]
- Universal (1914)[257]
- Upton (1902–1903)[257]
- Upton (1905–1907)
- Upton (1914)
- U.S. Runabout (1907–1908)

## V
- Van (1911–1912)[257]
- Van Wagoner (1899–1900)
- Vaughan (1910–1914)
- Vaughn (1909)[257]
- Vaughn (1912)
- Vaughn (1921–1923)

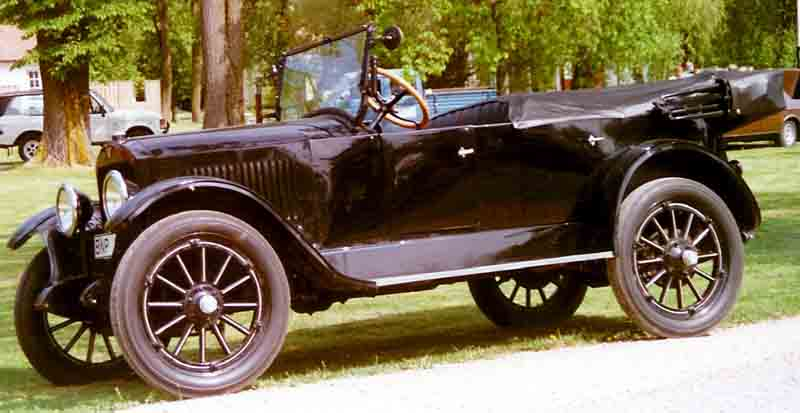
1920 Velie Model 34 Touring

- V.E. (or V.E.C.) Electric (1901–1906)[132][257]
- Velie (1908–1929)
- Vernon (1918–1921)[257]
- Vickers (1910–1911)
- Victor (1905–1911)[277]
- Victor (1913–1917)
- Victor Cyclecar (1914–1915)
- Victor Steamer (1899–1903), see also Overman (1895–1898)[278]
- Victor Page (1921–1923)
- Victory (1920–1921)[257]
- Viking (1907–1908)[257]
- Viking (1929–1931)[257]
- Vim (1914)[88]
- Virginian (1911–1912)
- Vixen (1914–1916)[170]
- Voiturette (see Car-Nation)[257]
- Vulcan (1913–1915)[279]

## W
- Waco (1915–1917)[257]
- Wagenhals (1910–1915)[257]
- Wahl (1913–1914)[280]
- Waldron (1908–1911)[257]
- Walker (1905–1906)[257]
- Wall (1900–1903)[257]
- Walter (1902–1909)[257]
- Walters (1899–1900)
- Waltham Steam (1898–1902)[179]
- Waltham (1905–1908, 1922)

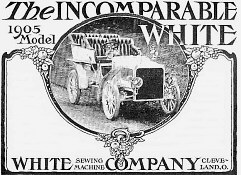
1905 White

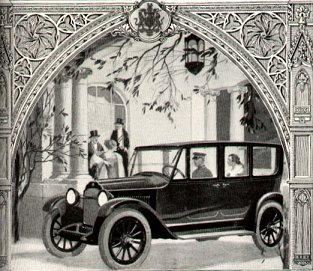
1920 Willys-Knight advertisement

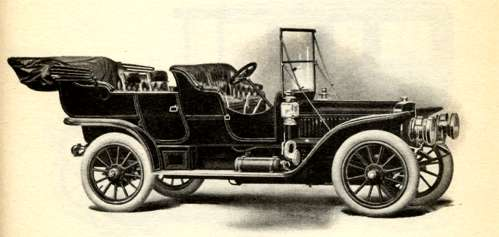
1908 Winton touring car

- Waltham-Orient (see Waltham and Orient)[257]
- Walther (1903)[281]
- Walworth (1904–1905)[257]
- Ward (1913–1914)[282]
- Ward Electric (1914–1916)[283]
- Ware Steam Wagon (1861–1867)
- Warner (1903–1906)
- Warren (1905)
- Warren (1910–1913)[257]
- Warwick (1901–1905)[257]
- Washington (1902)[273]
- Washington (1909–1912)
- Washington (1921–1924)
- Wasp (1919–1924)[257]
- Waterloo (1903–1905)[257]
- Watrous (1905)[257]
- Watt (1910)[257]
- Waukesha (1906–1910)[257]
- Waverley Electric (1898–1903, 1909–1916)[257]
- Wayne (1904–1908)
- Webb Jay (1908)[27]
- Welch (1903–1911)[257]
- Welch-Detroit (1910–1911)
- Welch-Pontiac (1909–1911)
- Westcott (1909–1925)
- Westfield (1901–1903)[27]
- WFS (1911–1912)[257]
- Whaley-Henriette (1898–1900)[257]
- Wharton (1922–1923)[257]
- Whippet (1927–1931)[8]
- White Steamer (1900–1909)[257]
- White (1902–1981)
- White Star (1909–1911)[257]
- Whiting (1910–1912)[257]
- Whitney (1896–1900)[257]
- Whitney (1899–1905)
- Wichita (1920–1921)
- Wick (1902–1903)[257]
- Wilcox (1909–1910)[257]
- Wildman (1902)[257]
- Wills Sainte Claire (1921–1927)
- Willys (1916–1918, 1930–1942, 1953–1963)
- Willys-Knight (1914–1933)
- Willys-Overland (1912–1953)
- Wilson (1903–1905)
- Windsor (1906)
- Windsor (1929–1930)
- Wing (1922)[257]
- Winther (1921–1923)[257]
- Winton (1896–1924)
- Wisco (1910)
- Witt (1910)
- Wizard (1914)[257]
- Wizard Junior (1920–1921)
- Wolfe (1907–1909)[257]
- Wolverine (1904–1906)[257]
- Wolverine (1910)
- Wolverine (1917–1919)
- Wolverine (1927–1928)[284]
- Wonder (see Kansas City)[257]
- Woodhill (1952–1956)[285]
- Woodill (1952–1958)
- Woodruff (1902–1904)[257]
- Woods Electric (1901)[286]
- Woods Electric (1899–1916;  Woods Dual Power 1917-1918)[257]
- Woods Mobilette (1913–1916)[257]
- Woodsmobile (1908)[287]
- Woods & Philbrick Steam (1887)[287]
- Woodworth (circa 1905)
- Worth (1902)[288]
- Worth (1906–1910)[257][288]
- Wyeth (1912–1913)

## X
- Xander (1901–1902)[289]
- Xenia (1914)

## Y
- Yale (1902–1905)
- Yale (1916–1918)
- Yankee (1910)
- Yates (1914)[290]
- Yellow (1915–1930)
- York (1905)[257]

## Z
- Zent (1900–1902, 1904–1906)[257]
- Zentmobile (1903)[257]
- Zimmerman (1908–1915)[257]
- Zip (1913–1914)[257]